# 続日本100名城
続日本100名城（ぞくにほん100めいじょう）は、数ある日本の城のうち財団法人日本城郭協会が2017年に定めた名城の一覧である。2006年に発表された「日本100名城」に続くものとして選定された。

## 概要
財団法人日本城郭協会が2017年に迎える設立50周年の記念事業の一環として、2016年に日本国内の名城と呼ばれる城郭を公募し、2017年4月6日の「城の日」に発表した。2006年に発表された「日本100名城」に続くものとして選定を求める声があった。選定は約500城の候補から6人の専門家が行い、前回100選で史実に即して復元されていないとして落選した城も選定された。

## 選定

### 選定基準
「日本100名城」と同じ基準、価値から選定。
- 選定の基準は以下の3点である。

1. 優れた文化財・史跡であること
2. 著名な歴史の舞台であること
3. 時代・地域の代表であること

### 選定委員
選定委員は以下の6名である。
選定委員長
- 小和田哲男（戦国時代史／静岡大学名誉教授）

選定委員
- 千田嘉博（城郭考古学／奈良大学教授）
- 三浦正幸（城郭建築史／広島大学大学院教授）
- 中井均（城郭考古学／滋賀県立大学教授）
- 田中邦煕（地盤・基礎／土木学会フェロー）
- 加藤理文（織豊期城郭史／袋井市立浅羽中学校教諭）

## 北海道・東北地方（101番 - 111番）
| No. | 城名         | 所在地 | 所在地   | スタンプ設置場所       | 備考       |
| --- | ------------ | ------ | -------- | ---------------------- | ---------- |
| 101 | 志苔館       | 北海道 | 函館市   | 志苔館入口             | 国指定史跡 |
| 102 | 上ノ国勝山館 | 北海道 | 上ノ国町 | 勝山館跡ガイダンス施設 | 国指定史跡 |

| No. | 城名       | 所在地 | 所在地     | スタンプ設置場所                                    | 備考                           |
| --- | ---------- | ------ | ---------- | --------------------------------------------------- | ------------------------------ |
| 103 | 浪岡城     | 青森県 | 青森市     | 青森市中世の館                                      | 国指定史跡                     |
| 104 | 九戸城     | 岩手県 | 二戸市     | 1.九戸城ガイドハウス 2.二戸市埋蔵文化財センター受付 | 国指定史跡                     |
| 105 | 白石城     | 宮城県 | 白石市     | 白石城天守閣                                        | 市指定史跡                     |
| 106 | 脇本城     | 秋田県 | 男鹿市     | 史跡脇本城跡案内所                                  | 国指定史跡                     |
| 107 | 秋田城     | 秋田県 | 秋田市     | 1.秋田市立秋田城跡歴史資料館 2.史跡公園管理棟       | 国指定史跡                     |
| 108 | 鶴ヶ岡城   | 山形県 | 鶴岡市     | 荘内神社社務所                                      | 国指定史跡 日本さくら名所100選 |
| 109 | 米沢城     | 山形県 | 米沢市     | 米沢観光コンベンション協会観光案内所                | 県指定史跡                     |
| 110 | 三春城     | 福島県 | 三春町     | 1.本丸（ボックス設置予定） 2.三春町歴史民俗資料館   | 町指定史跡                     |
| 111 | 向羽黒山城 | 福島県 | 会津美里町 | 向羽黒山城跡整備資料室前                            | 国指定史跡                     |

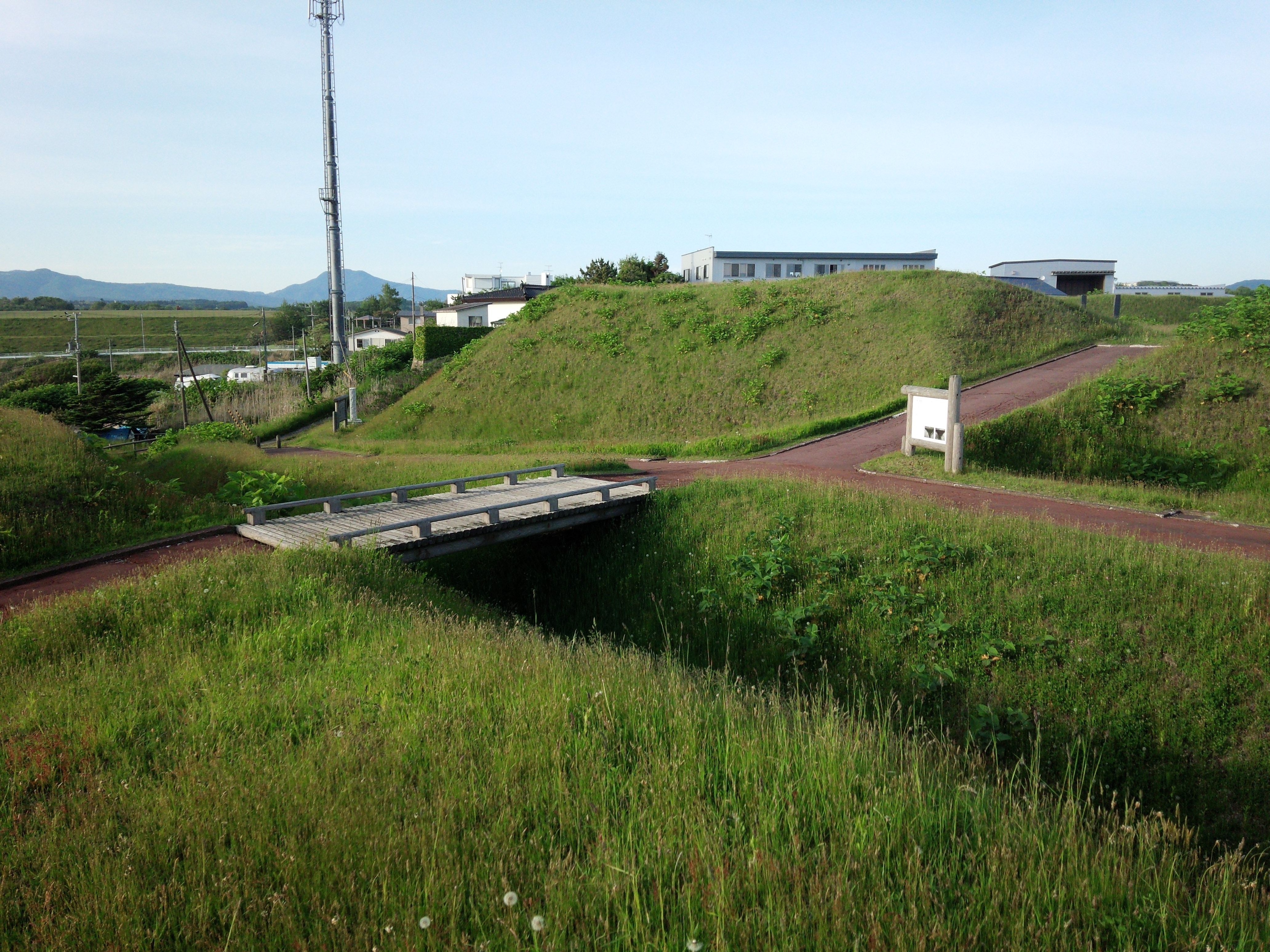
志苔館
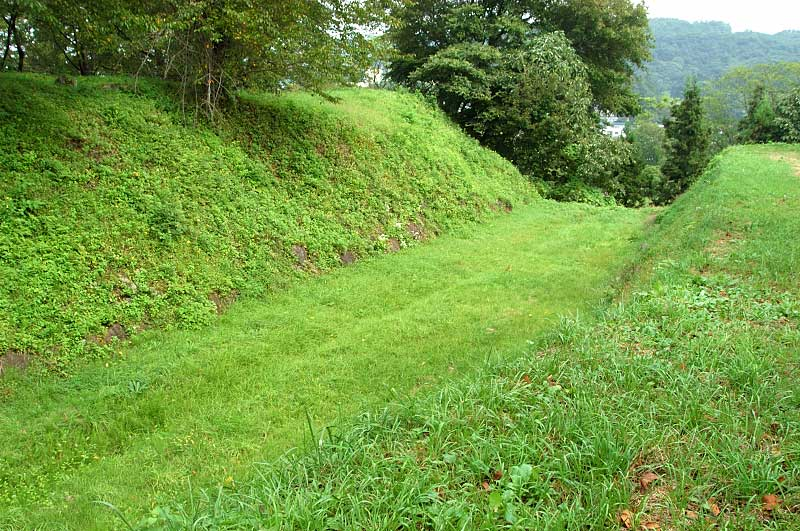
九戸城・堀
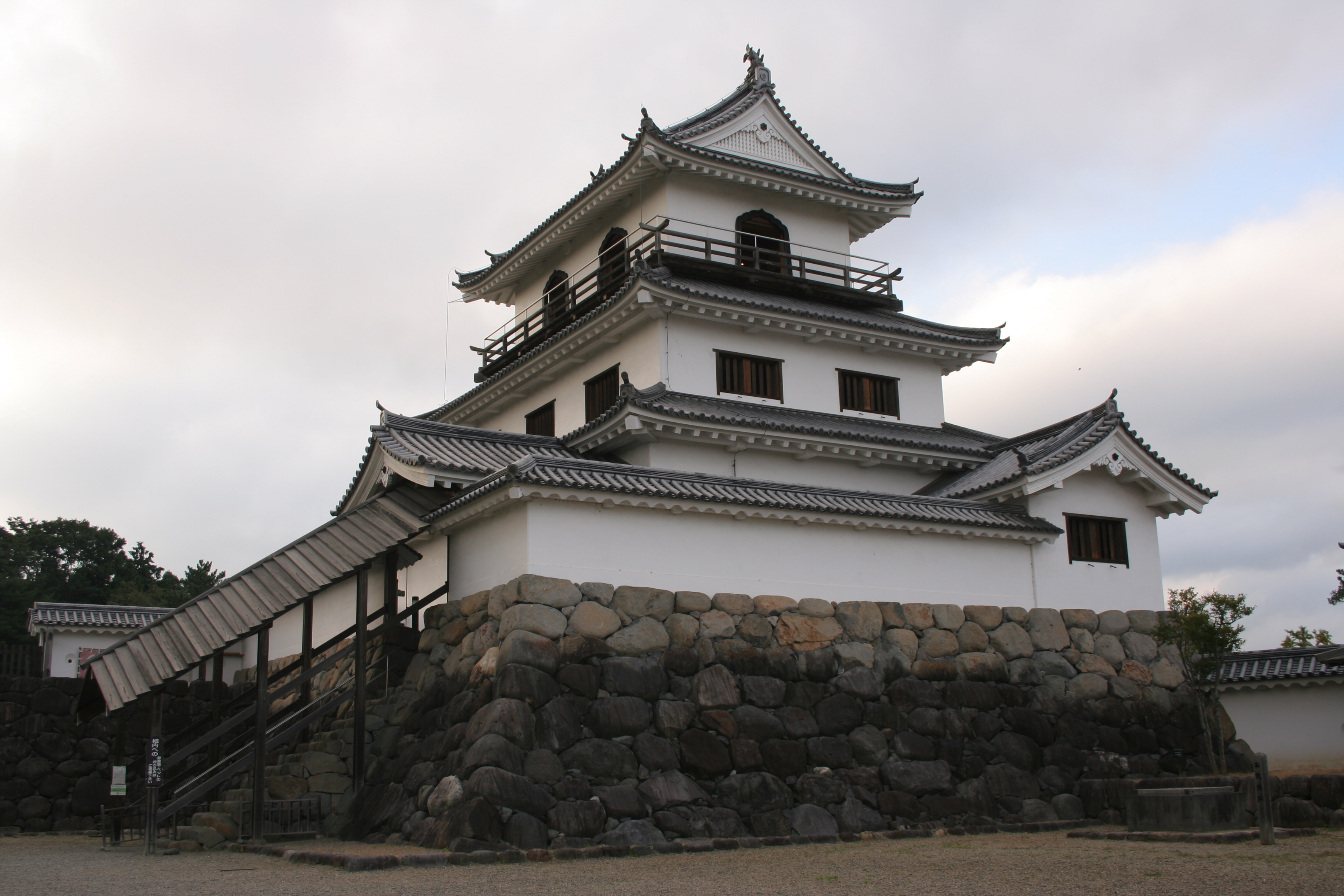
白石城・三階櫓
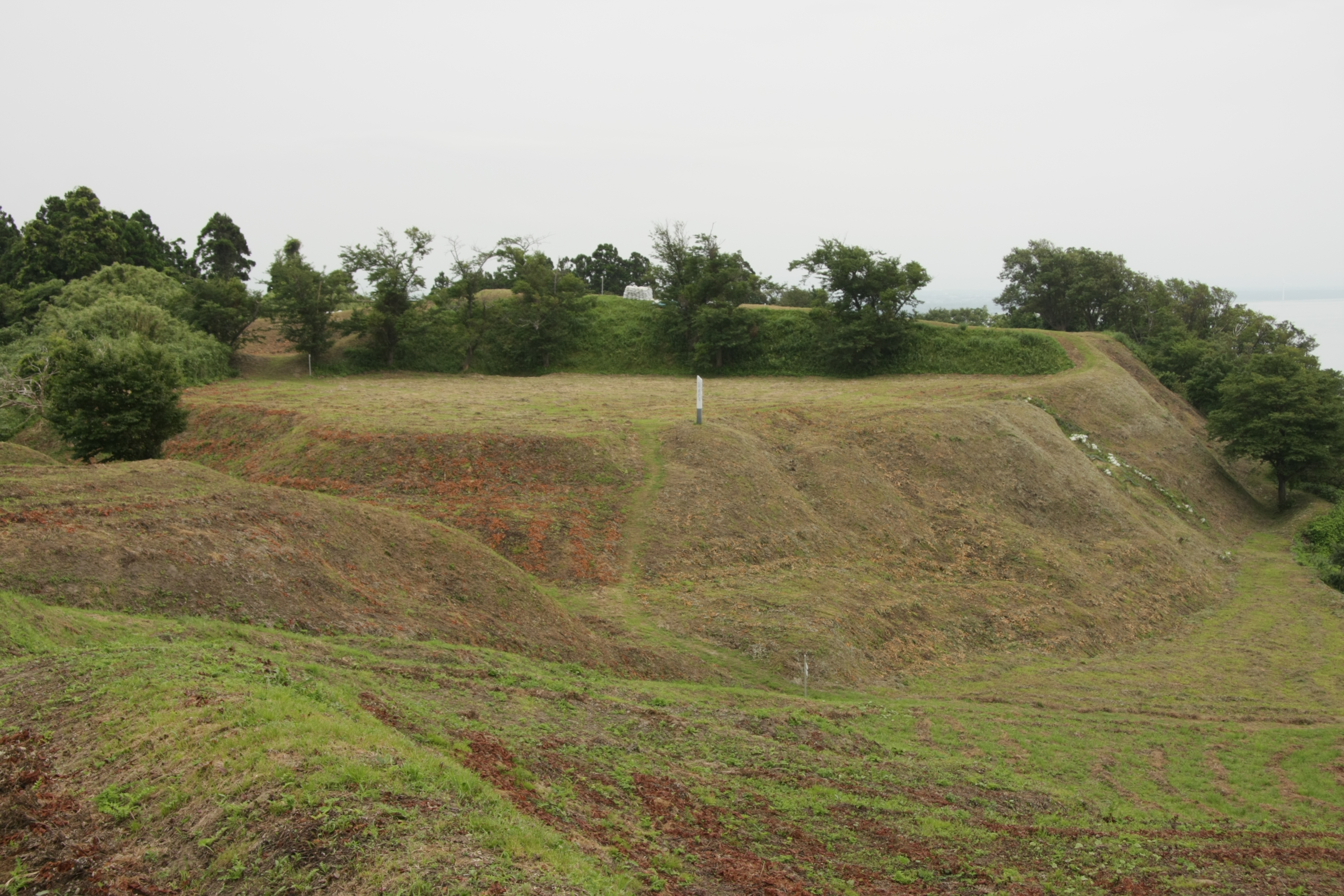
脇本城・内館
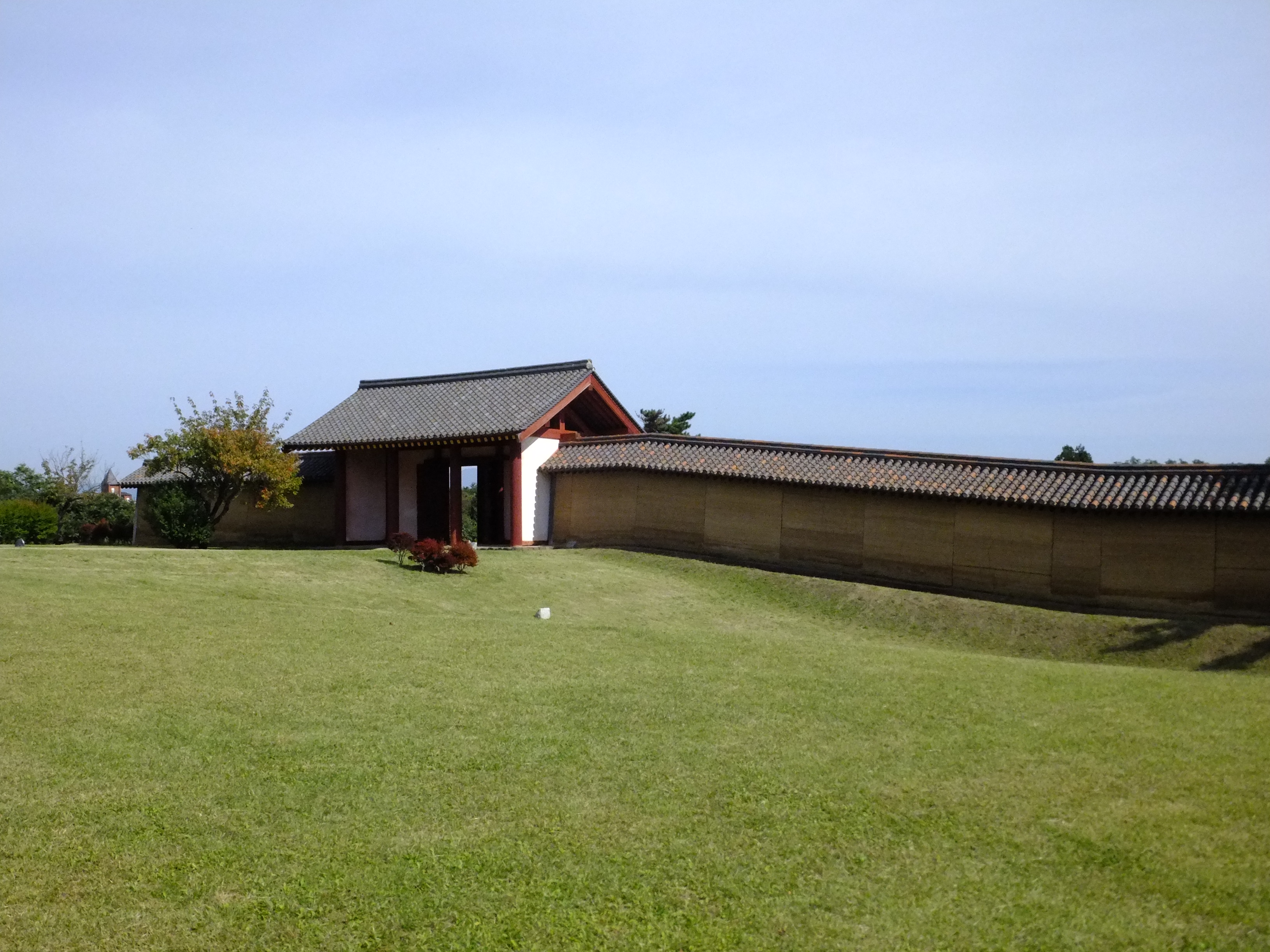
秋田城・復元された外郭東門と築地塀
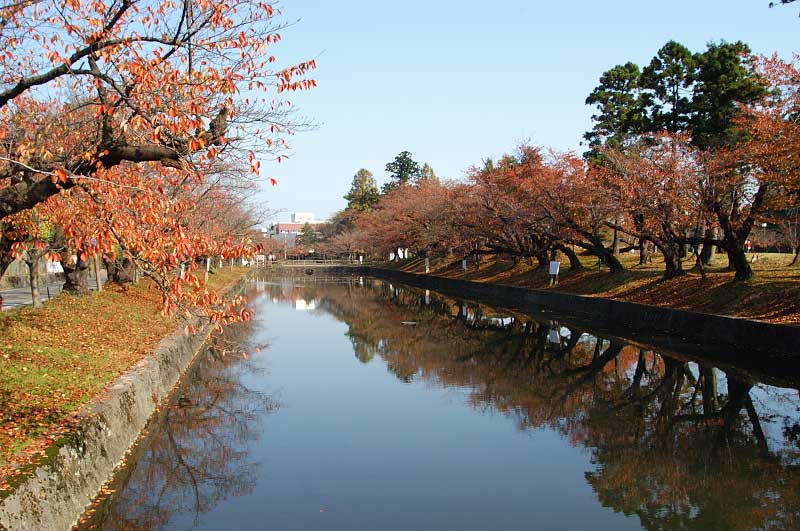
鶴ヶ岡城・堀
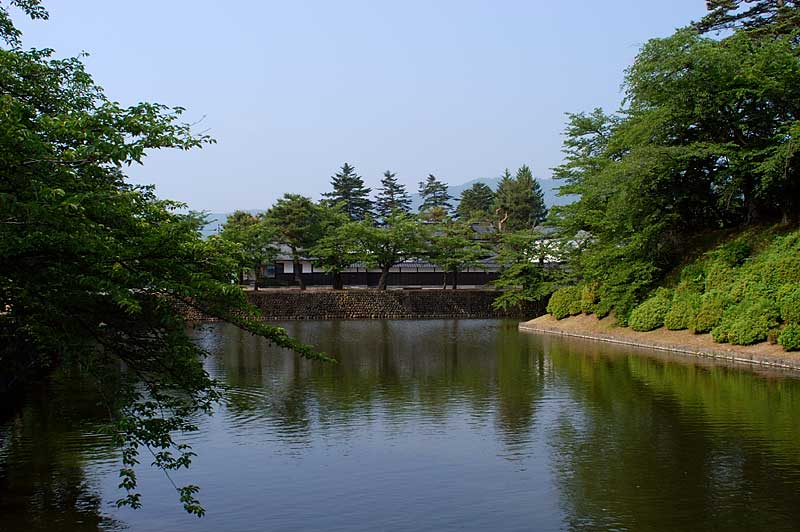
米沢城・堀
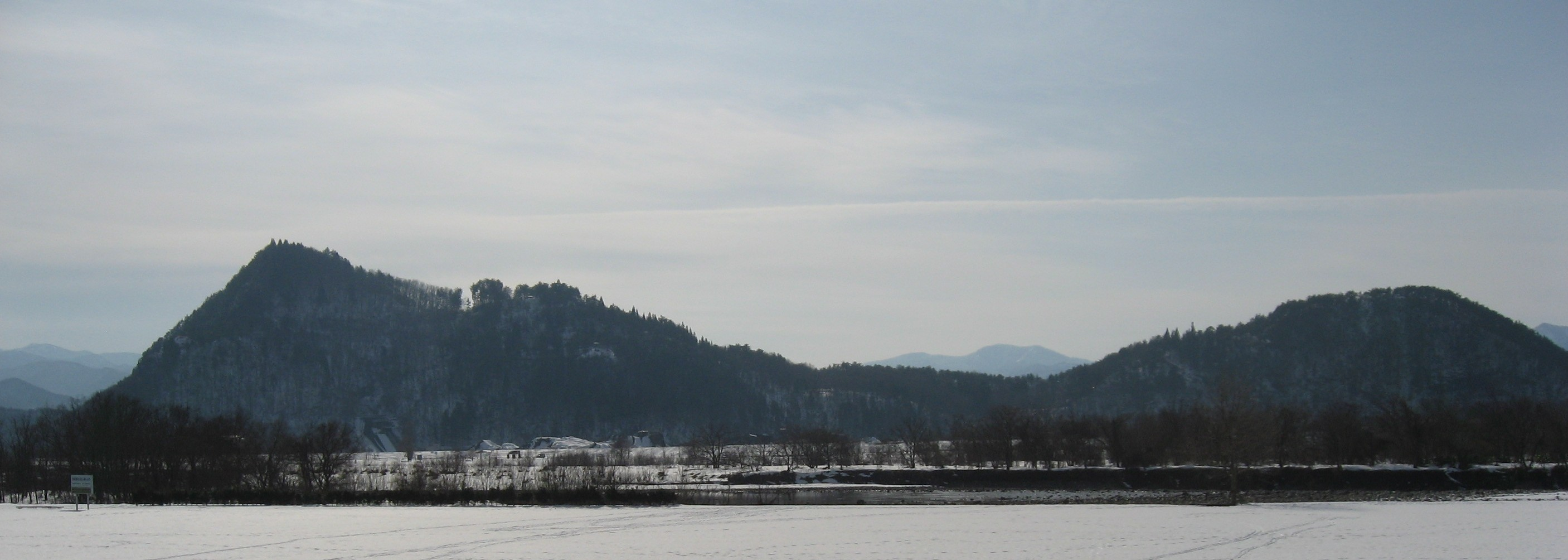
向羽黒山城

## 関東・甲信越地方（112番 - 133番）
| No. | 城名     | 所在地   | 所在地     | スタンプ設置場所                                            | 備考                        |
| --- | -------- | -------- | ---------- | ----------------------------------------------------------- | --------------------------- |
| 112 | 笠間城   | 茨城県   | 笠間市     | かさま歴史交流館 井筒屋                                     | 市指定史跡                  |
| 113 | 土浦城   | 茨城県   | 土浦市     | 土浦城東櫓                                                  | 県指定史跡                  |
| 114 | 唐沢山城 | 栃木県   | 佐野市     | 唐澤山神社社務所                                            | 国指定史跡                  |
| 115 | 名胡桃城 | 群馬県   | みなかみ町 | 名胡桃城址案内所                                            | 県指定史跡                  |
| 116 | 沼田城   | 群馬県   | 沼田市     | 沼田市観光案内所                                            | 市指定史跡 県指定重要文化財 |
| 117 | 岩櫃城   | 群馬県   | 東吾妻町   | 平沢登山口観光案内所（4～11月） 東吾妻町観光協会（12～3月） | 国指定史跡                  |
| 118 | 忍城     | 埼玉県   | 行田市     | 行田市郷土博物館                                            | 県指定史跡                  |
| 119 | 杉山城   | 埼玉県   | 嵐山町     | 嵐山町役場                                                  | 国指定史跡                  |
| 120 | 菅谷館   | 埼玉県   | 嵐山町     | 埼玉県立嵐山史跡の博物館展示室受付                          | 国指定史跡                  |
| 121 | 本佐倉城 | 千葉県   | 酒々井町   | 1.酒々井町中央公民館 2.京成本線大佐倉駅                     | 国指定史跡                  |
| 122 | 大多喜城 | 千葉県   | 大多喜町   | 千葉県立中央博物館大多喜城分館一階                          | 県指定史跡                  |
| 123 | 滝山城   | 東京都   | 八王子市   | 滝山城跡中の丸                                              | 国指定史跡                  |
| 124 | 品川台場 | 東京都   | 港区       | 潮風公園、マリンハウス1階インフォメーションセンター         | 国指定史跡                  |
| 125 | 小机城   | 神奈川県 | 横浜市     | 横浜市城郷小机地区センター                                  | 史跡未指定                  |
| 126 | 石垣山城 | 神奈川県 | 小田原市   | 石垣山一夜城駐車場内トイレ付近                              | 国指定史跡                  |

| No. | 城名     | 所在地 | 所在地 | スタンプ設置場所 | 備考                           |
| 127 | 新府城   | 山梨県 | 韮崎市 | 韮崎市民俗資料館 | 国指定史跡                     |
| 128 | 要害山城 | 山梨県 | 甲府市 | 甲府市藤村記念館 | 国指定史跡                     |
| 129 | 龍岡城   | 長野県 | 佐久市 | 五稜郭であいの館 | 国指定史跡                     |
| 130 | 高島城   | 長野県 | 諏訪市 | 高島城（天守閣資料館）一階展示室内                                                                                   | 市指定史跡 三大湖城            |
| 131 | 村上城   | 新潟県 | 村上市 | 村上市郷土資料館一階ロビー                                                                                           | 国指定史跡                     |
| 132 | 高田城   | 新潟県 | 上越市 | 高田公園内「小林古径邸受付管理棟」（平成30年7月まで） 1. 上越市立歴史博物館（平成30年7月以降） 2. 高田城三重櫓管理棟 | 県指定史跡 日本さくら名所100選 |
| 133 | 鮫ヶ尾城 | 新潟県 | 妙高市 | 斐太歴史の里総合案内所（4月中旬～11月中旬） 神の宮温泉かわら亭（12月～3月）                                          | 国指定史跡                     |

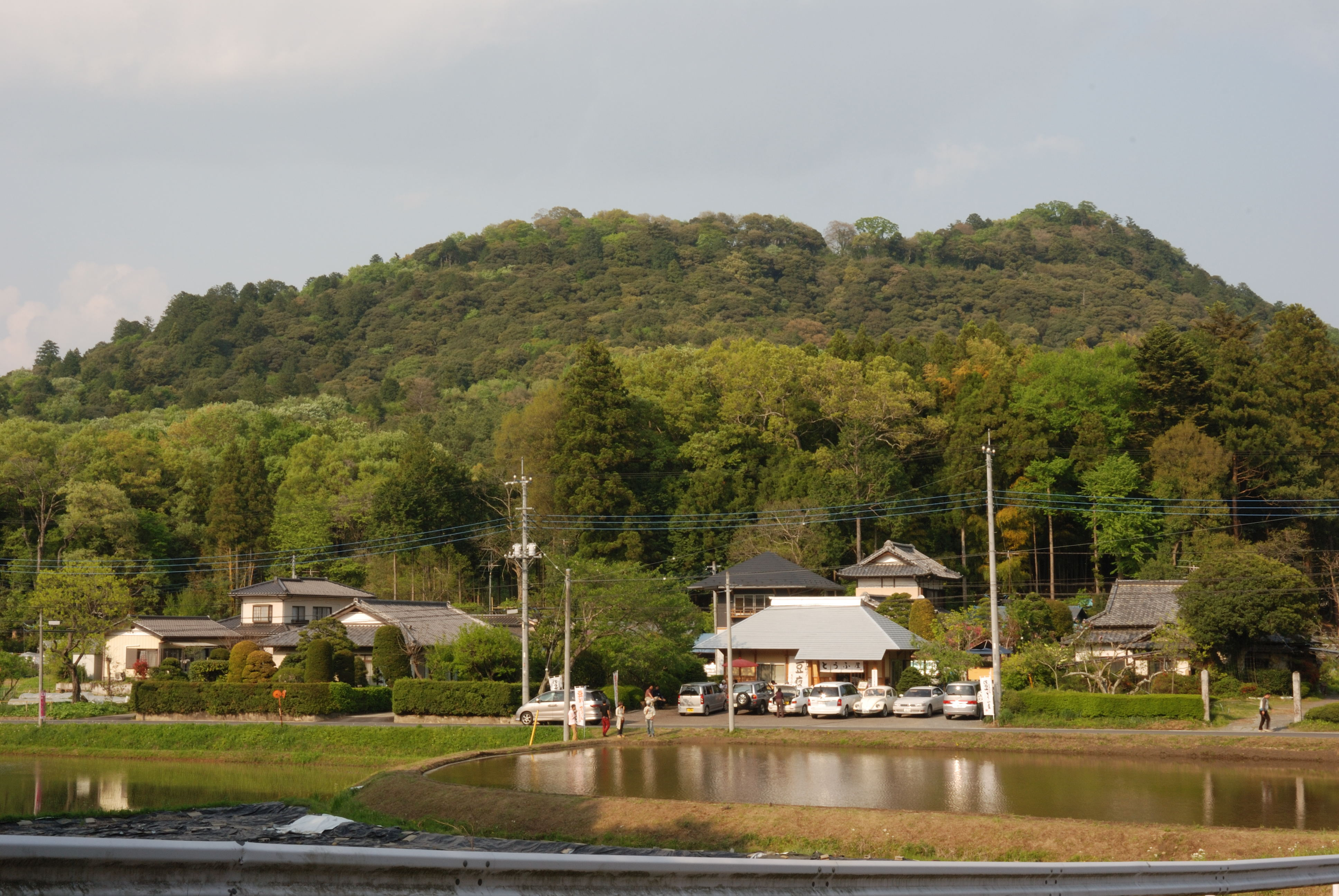
笠間城・遠景
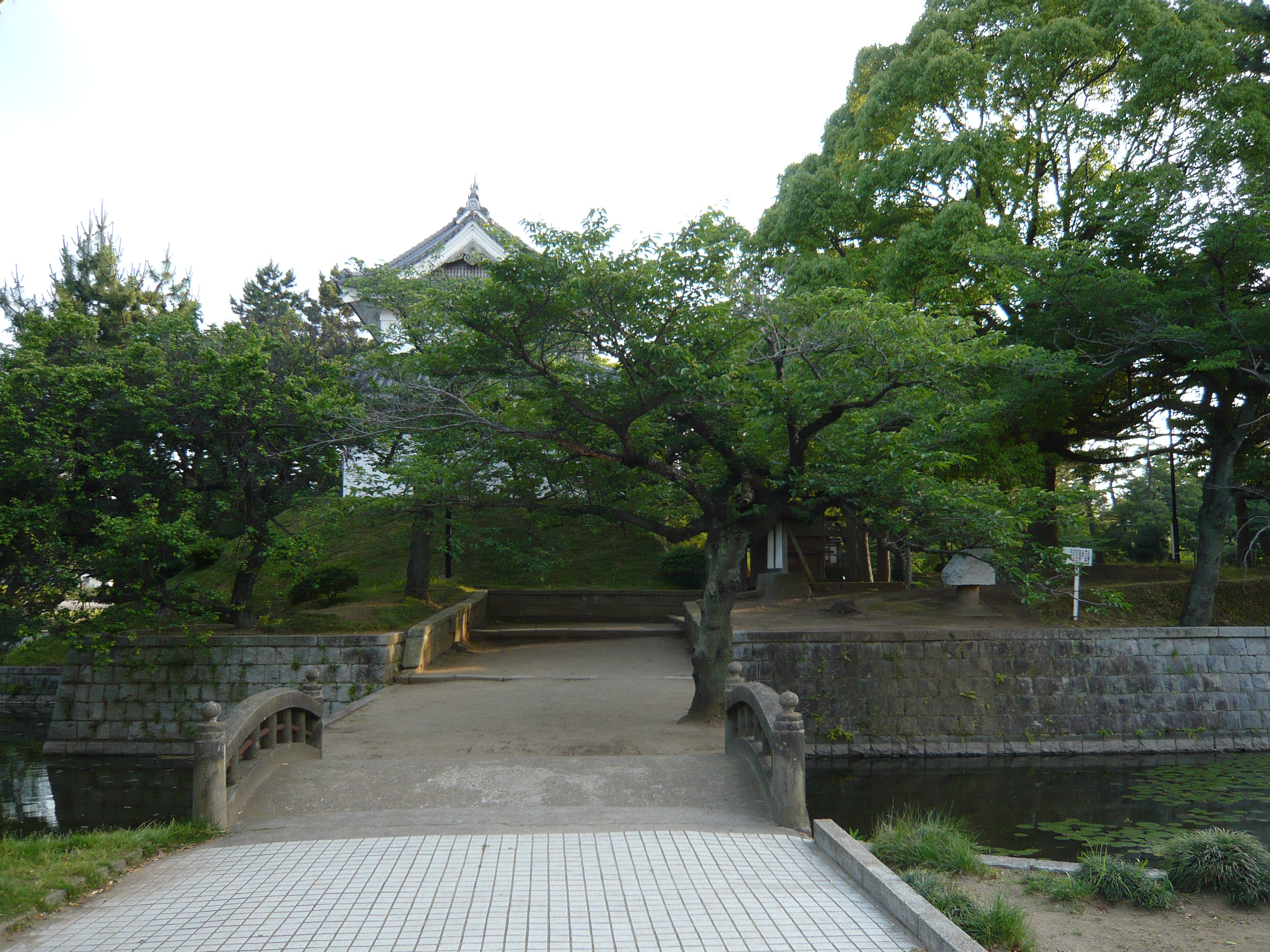
土浦城
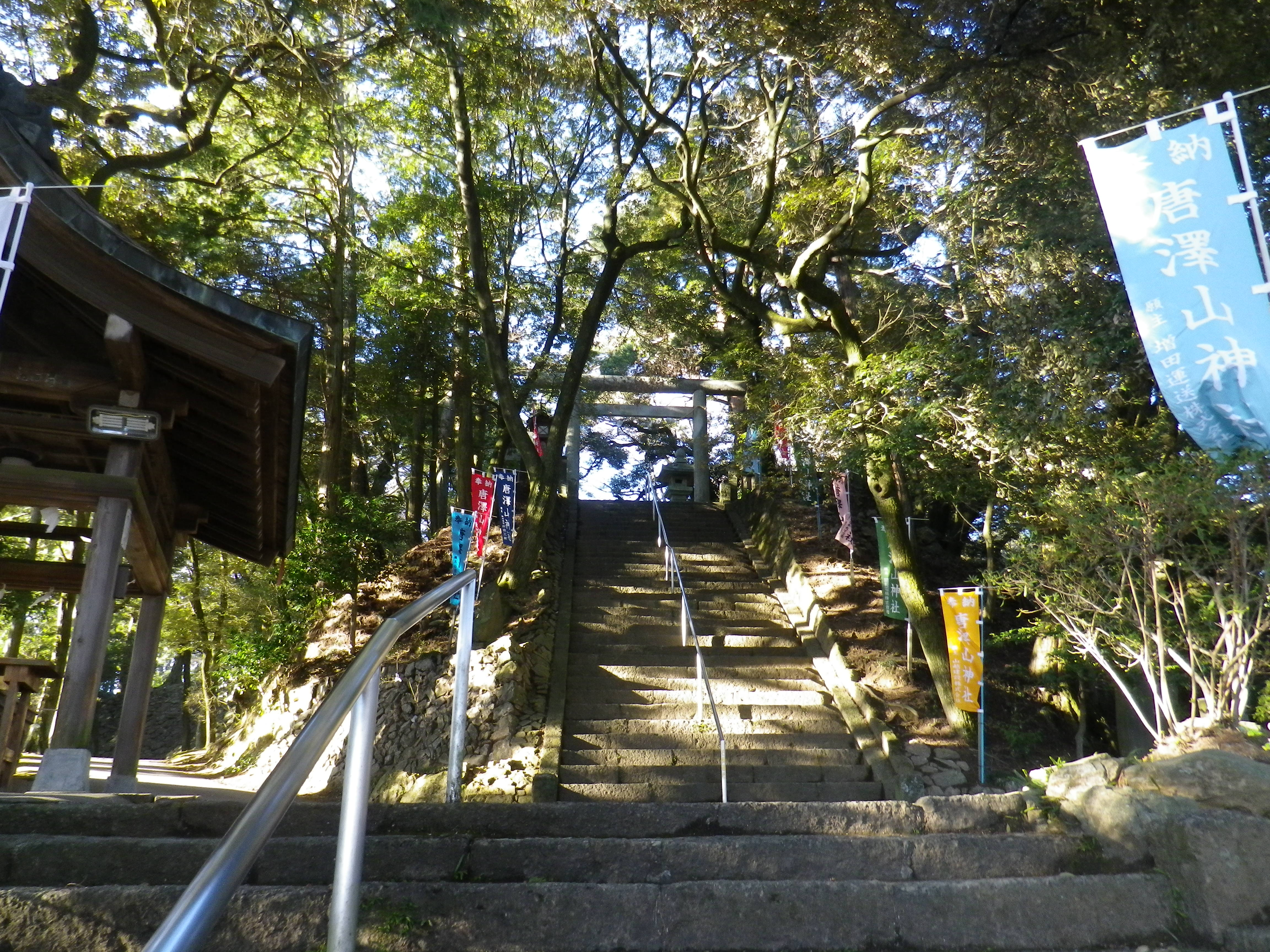
唐沢山城・本丸跡
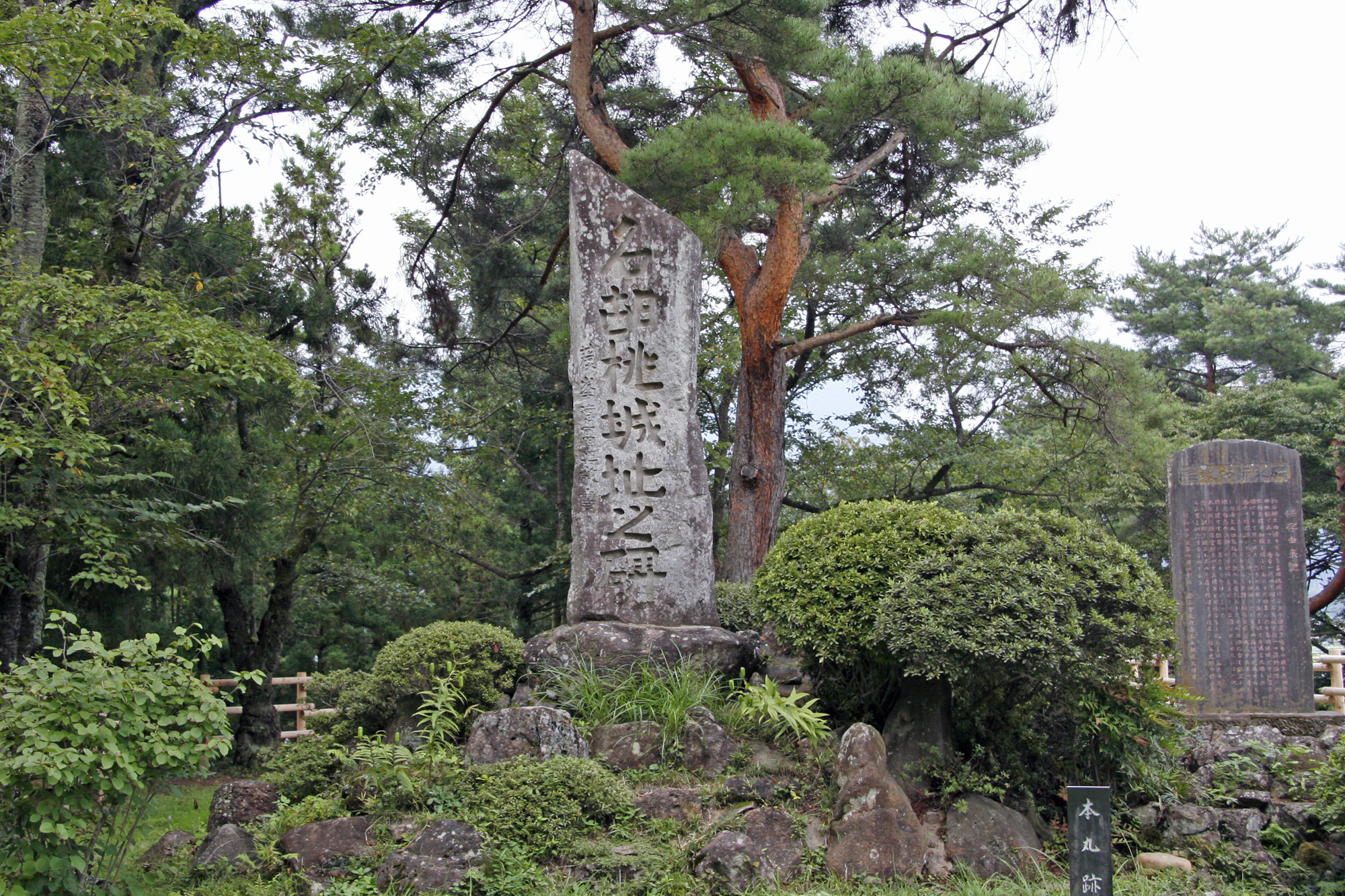
名胡桃城・石碑
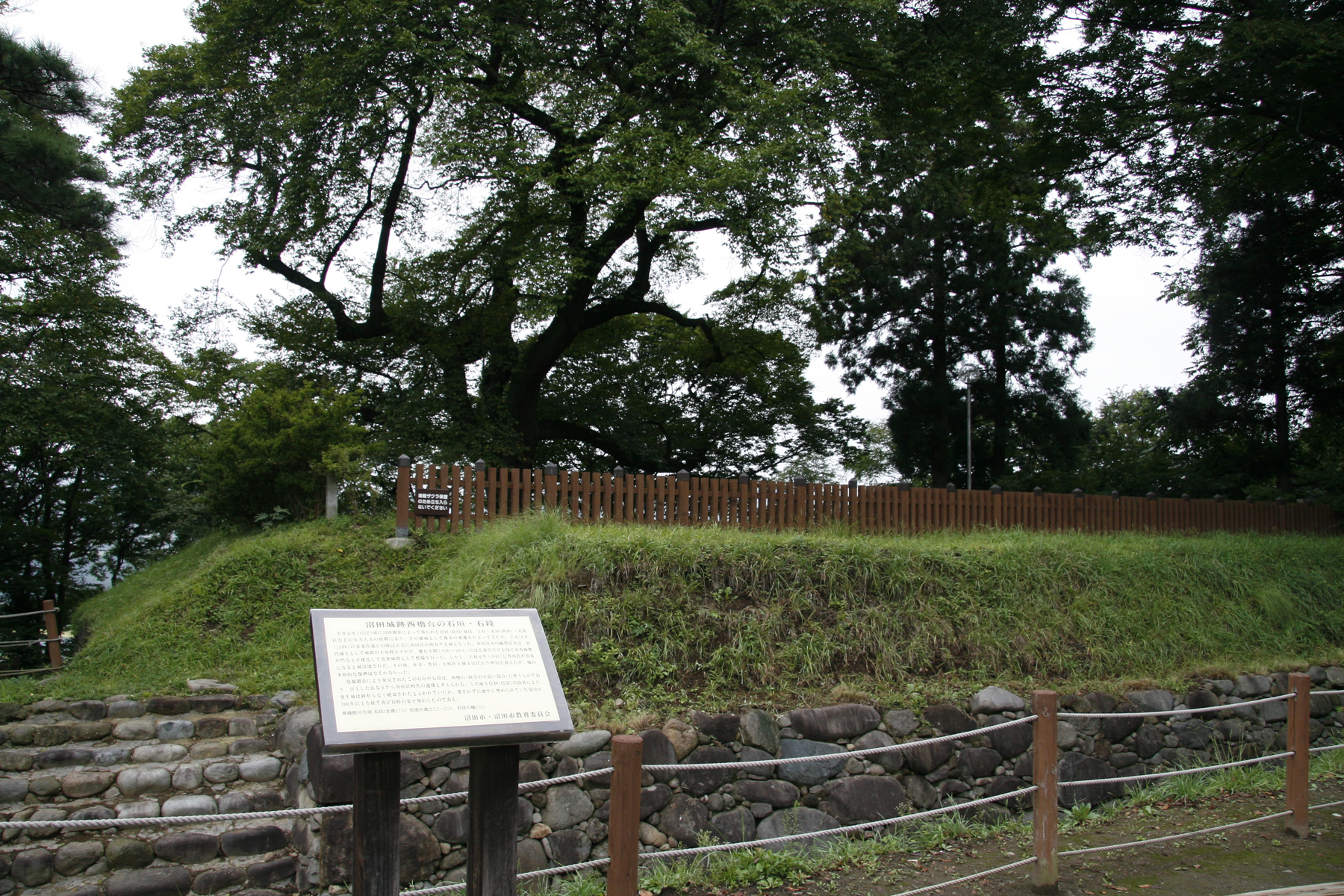
沼田城
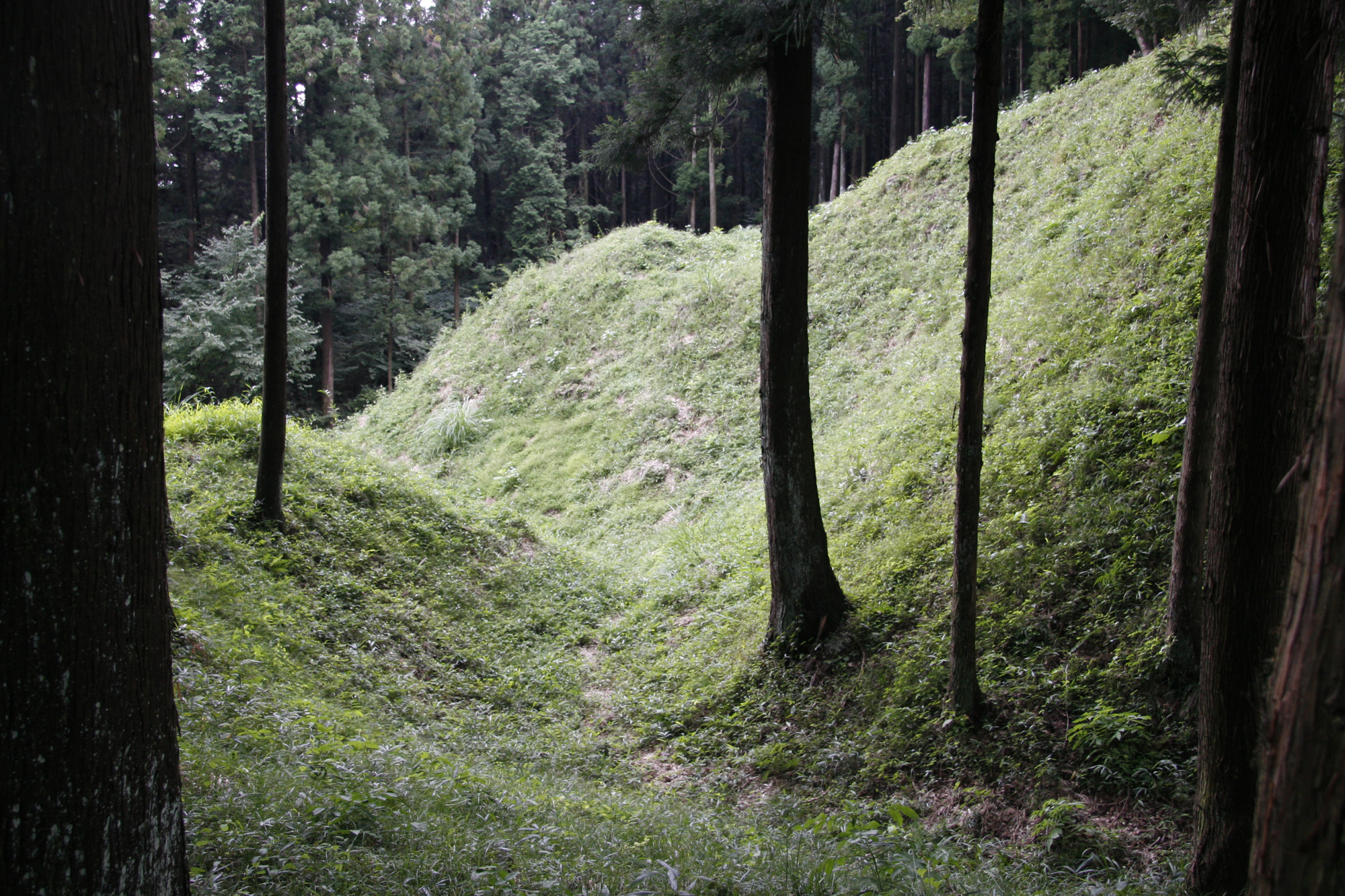
岩櫃城・堀切
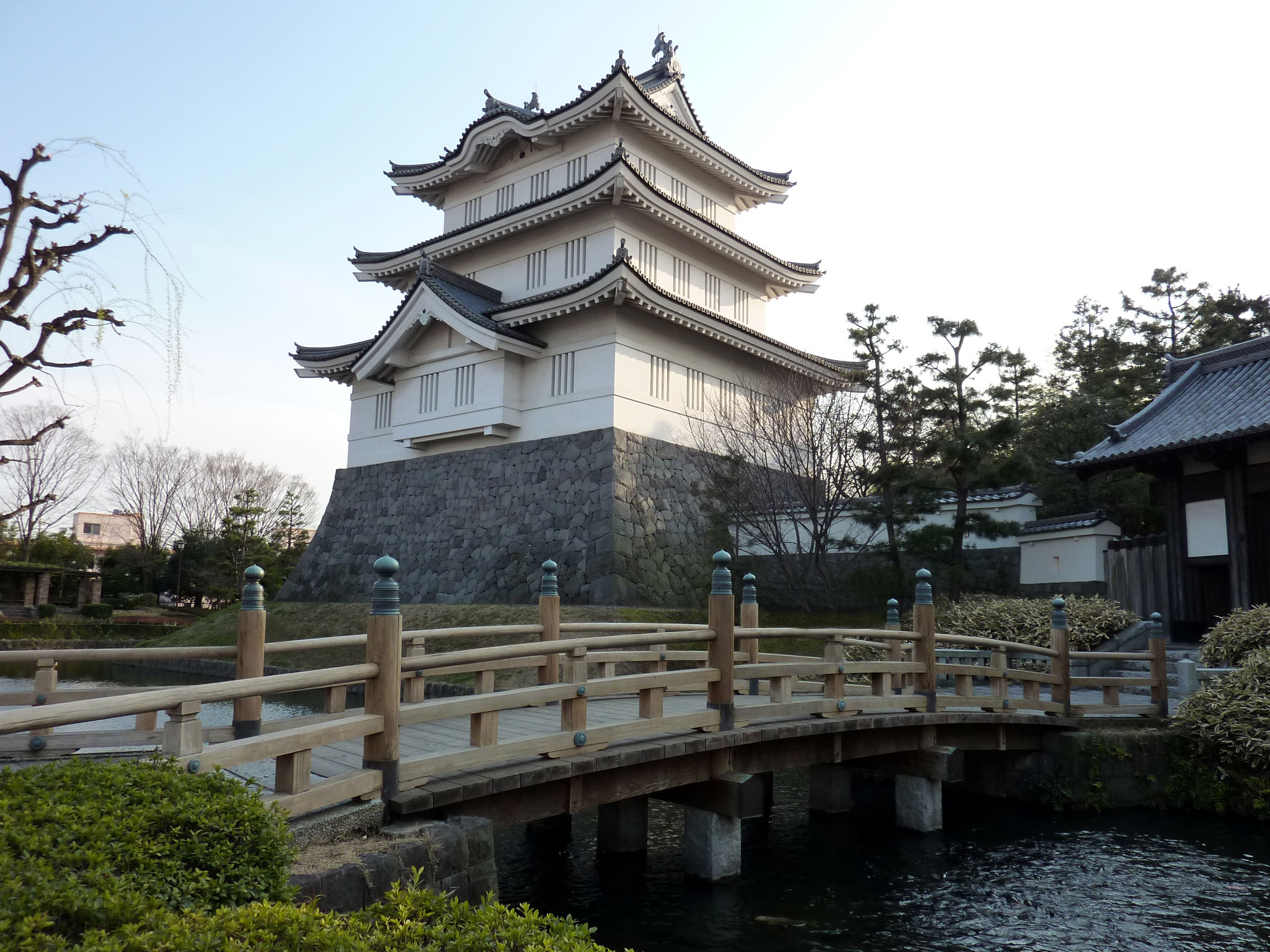
忍城・模擬御三階櫓
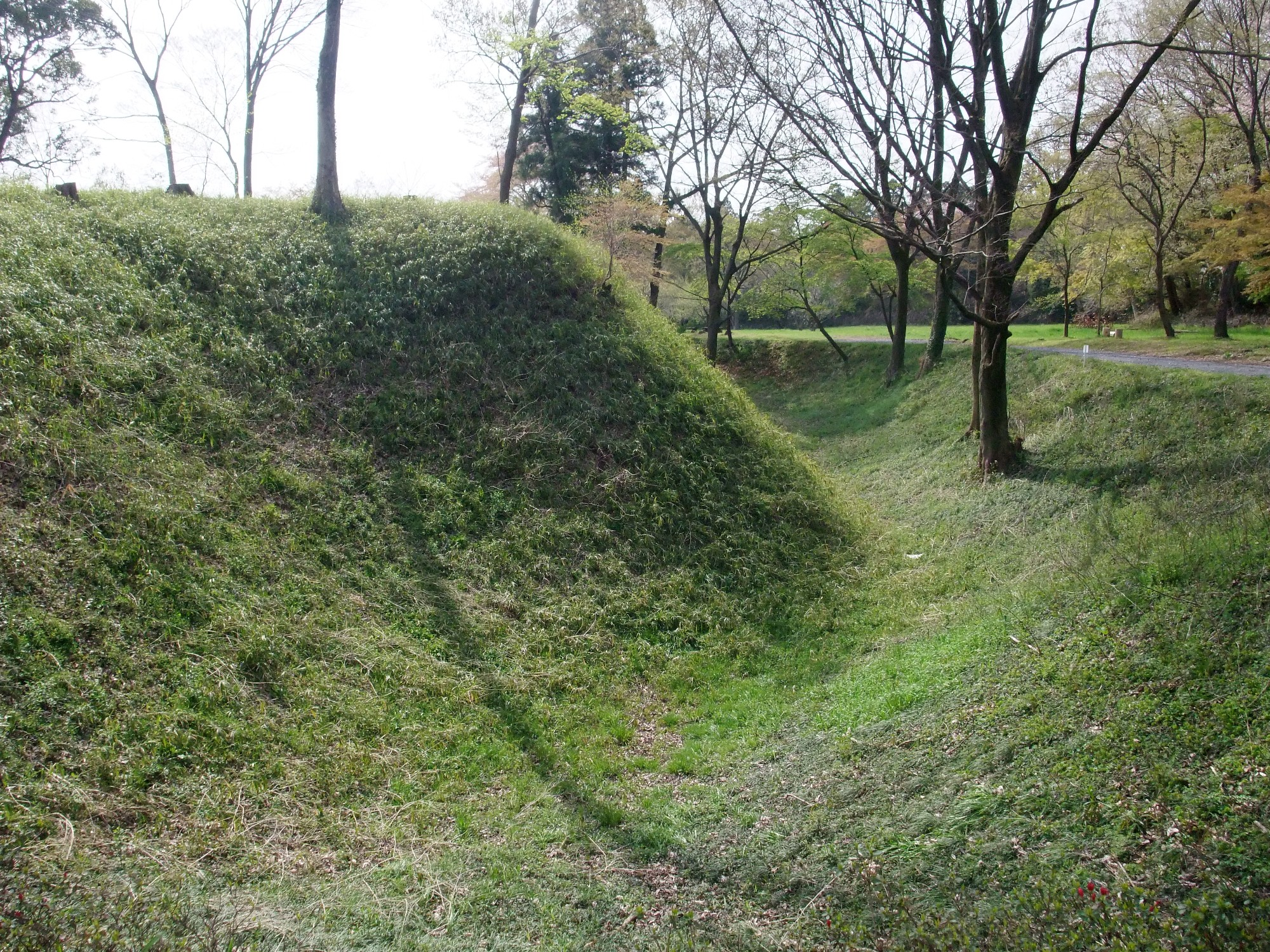
菅谷館・本郭の出桝形土塁
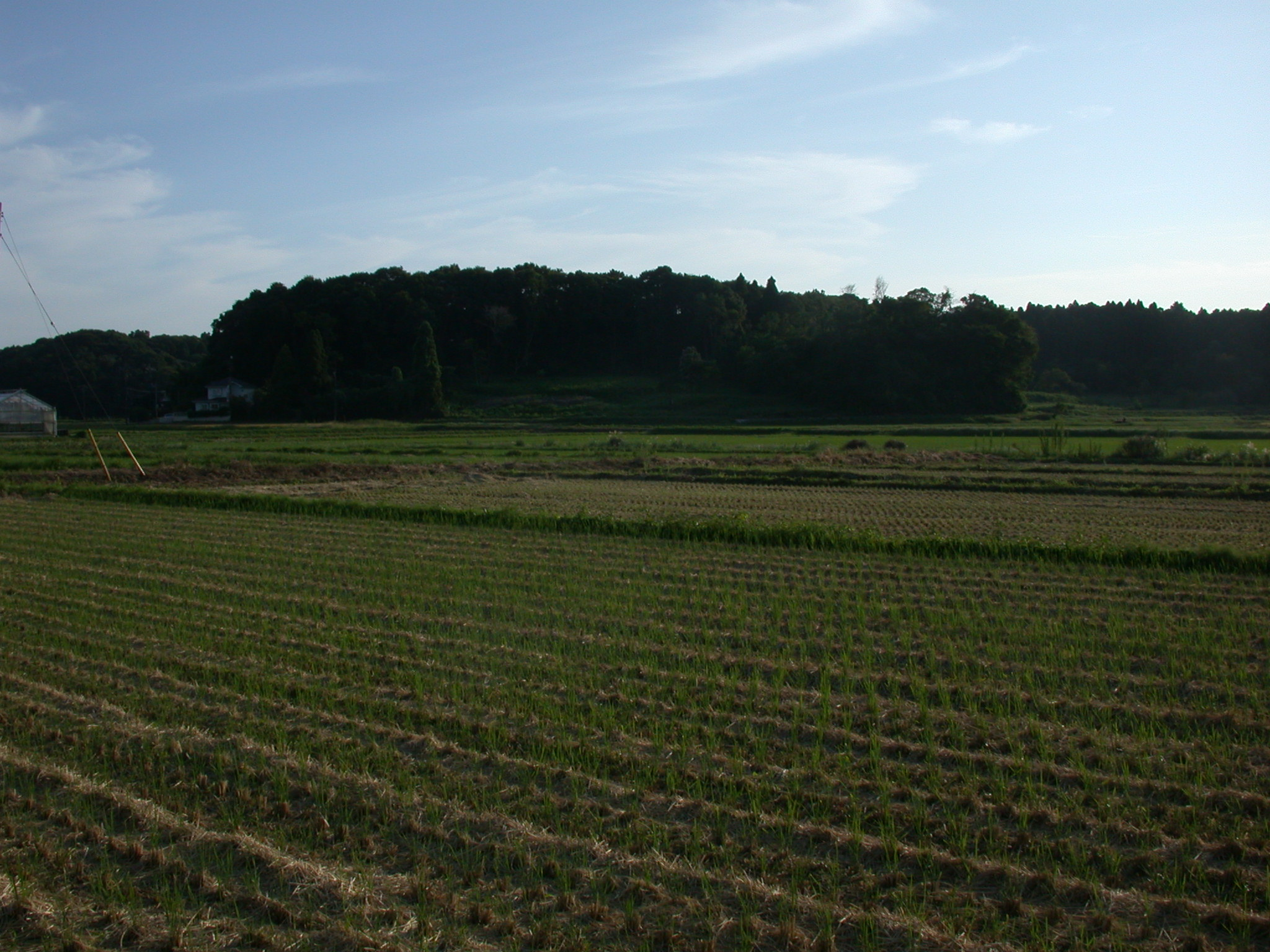
本佐倉城・遠景
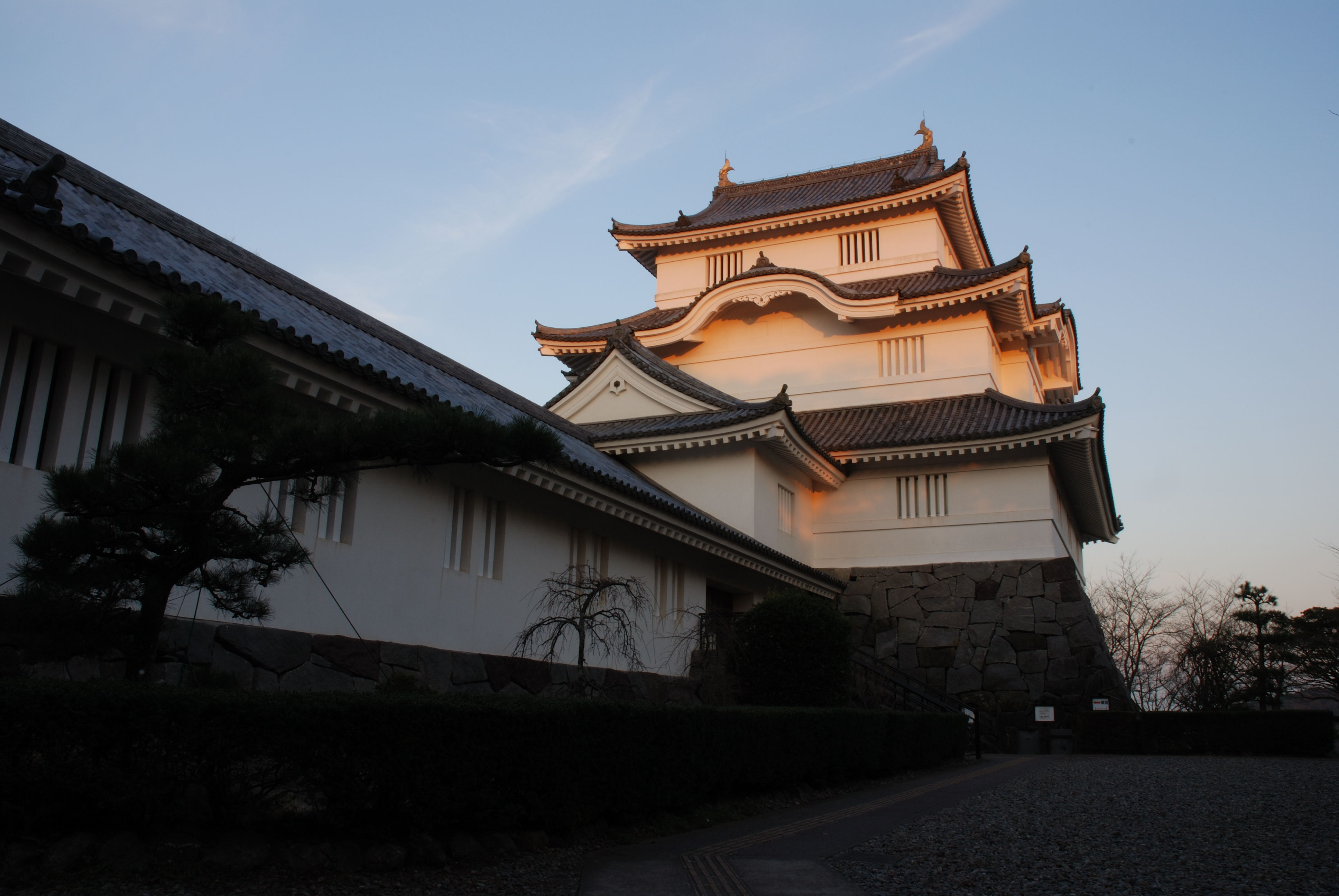
大多喜城・再建天守
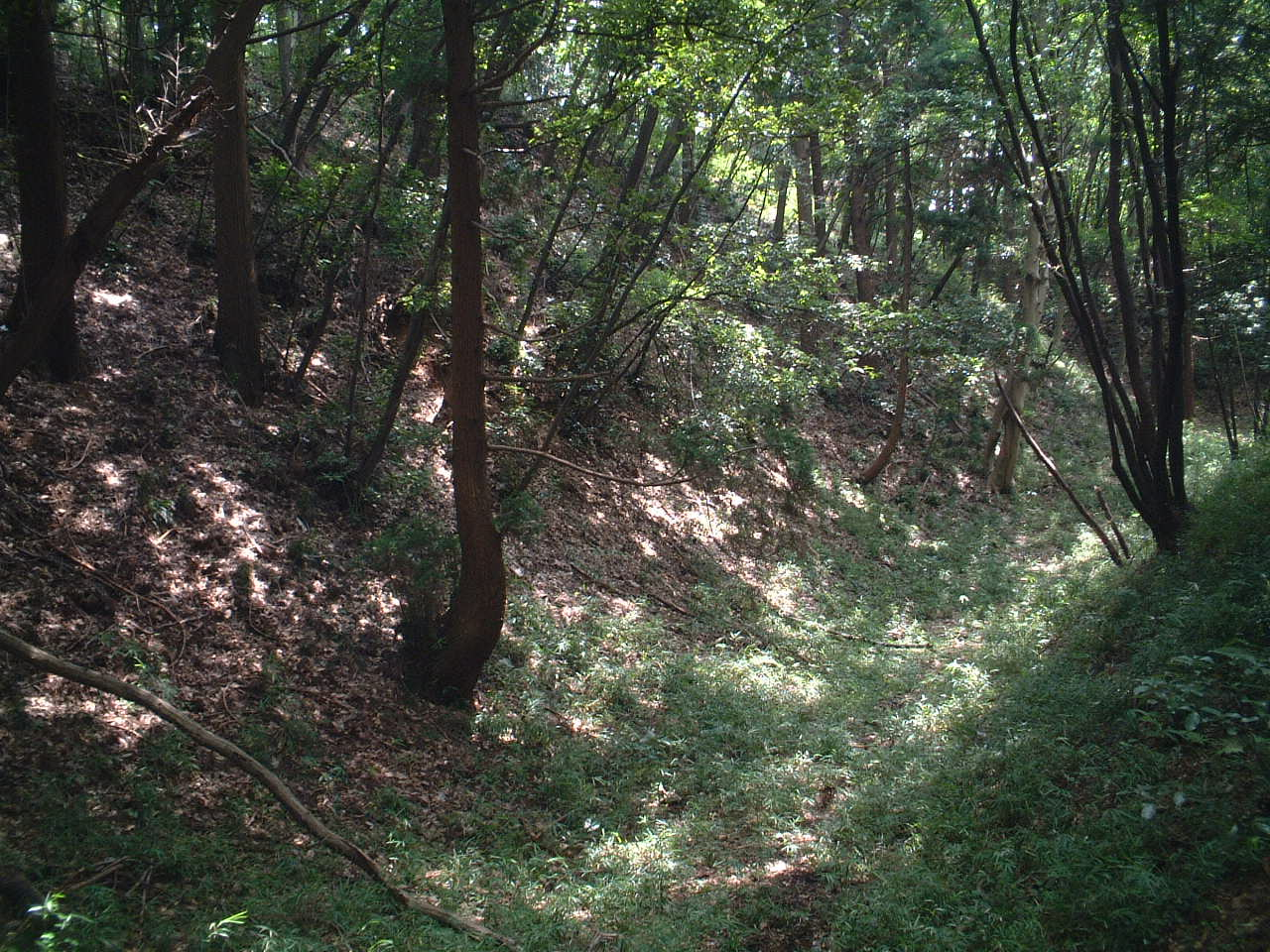
滝山城・空堀
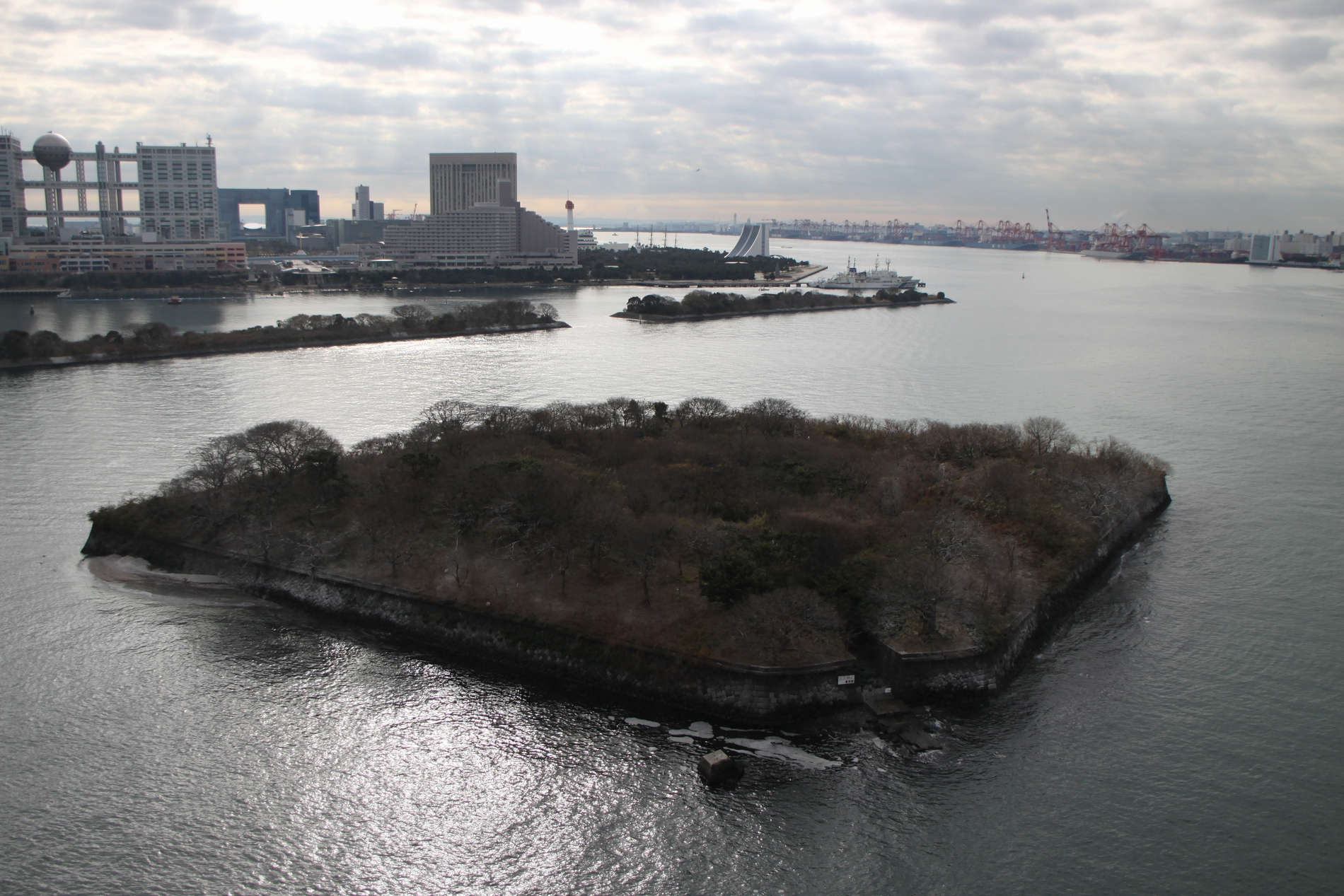
品川台場・第六台場
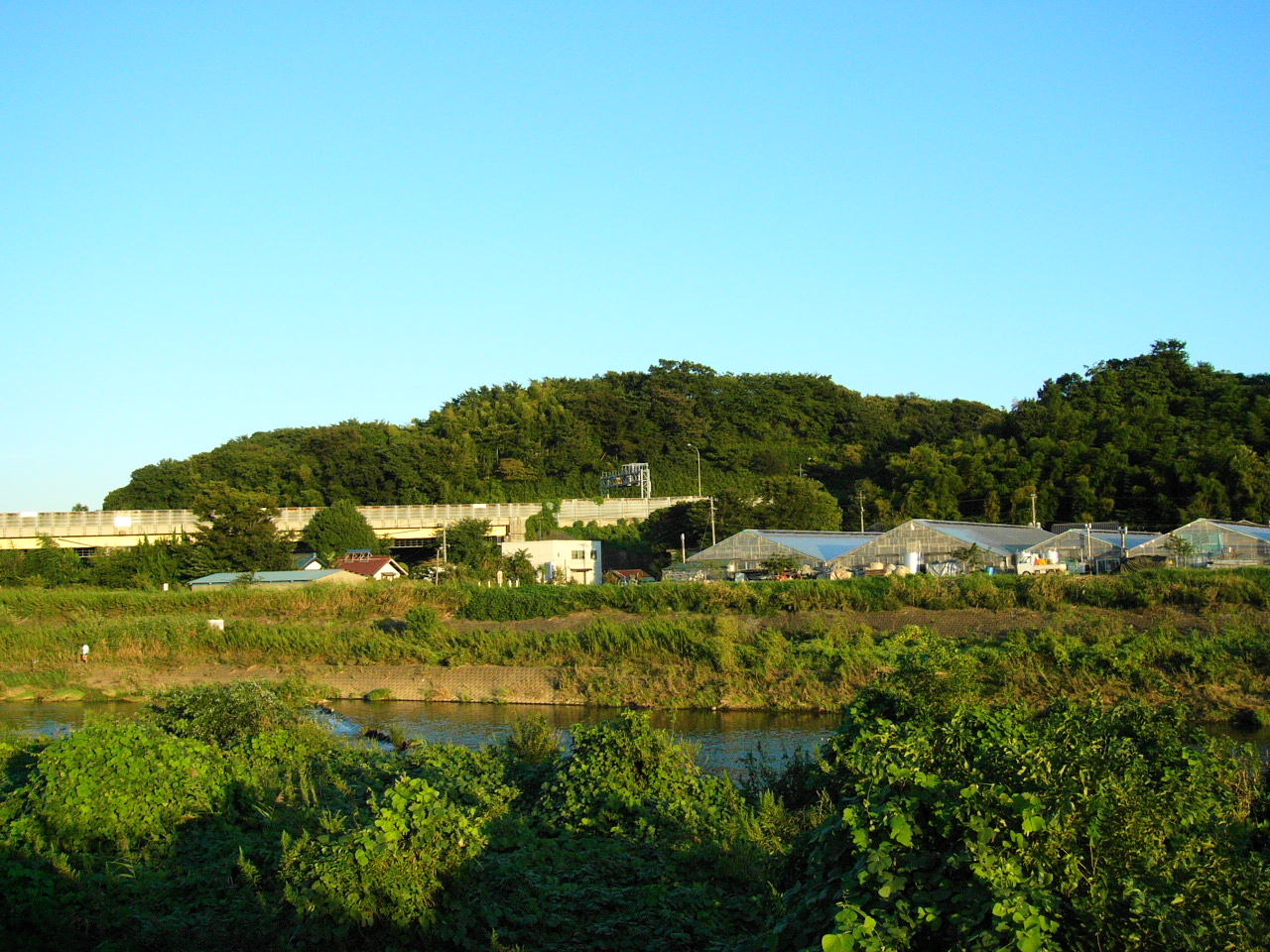
小机城・城址市民の森
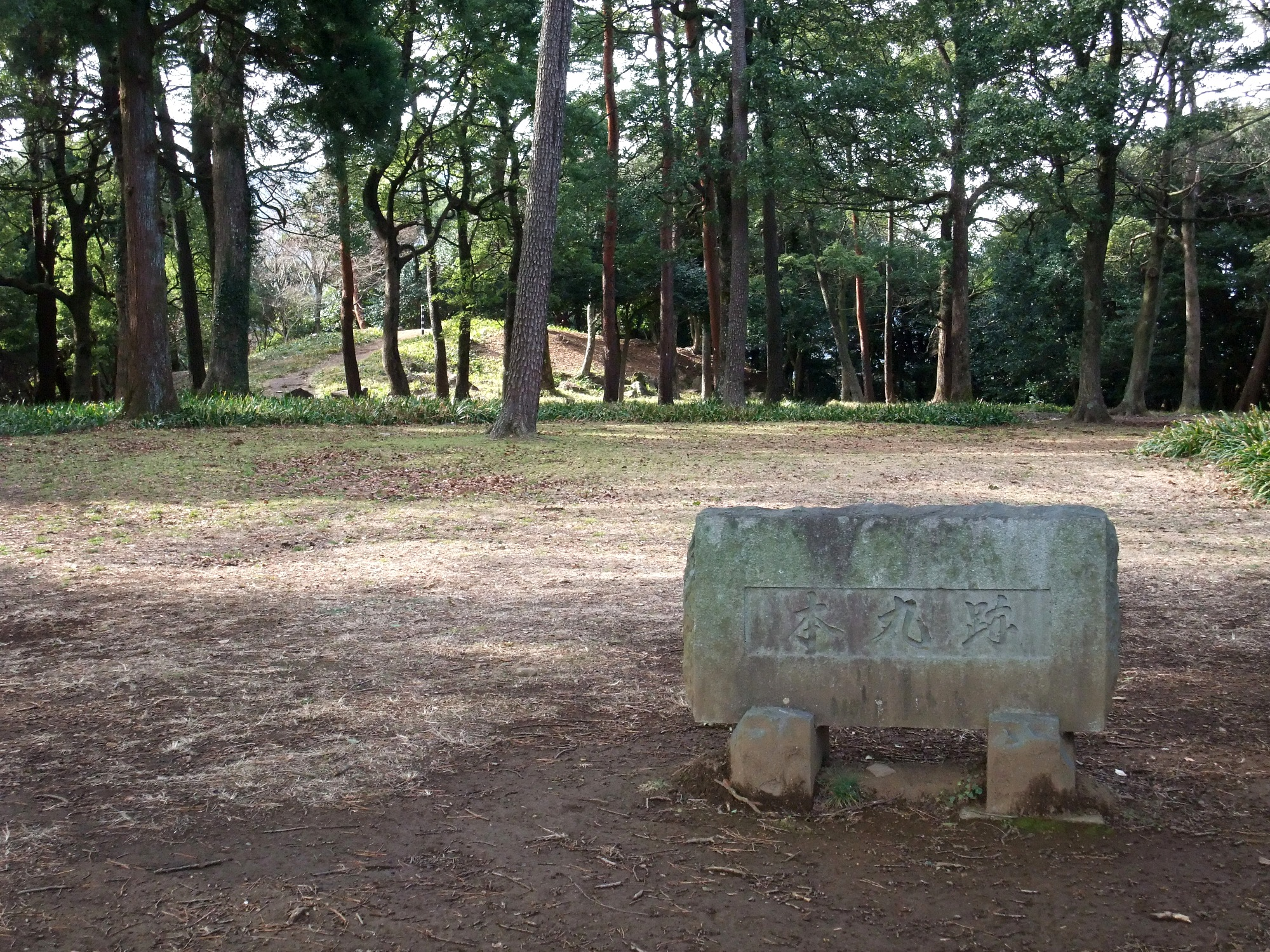
石垣山城・本丸跡と天守台跡
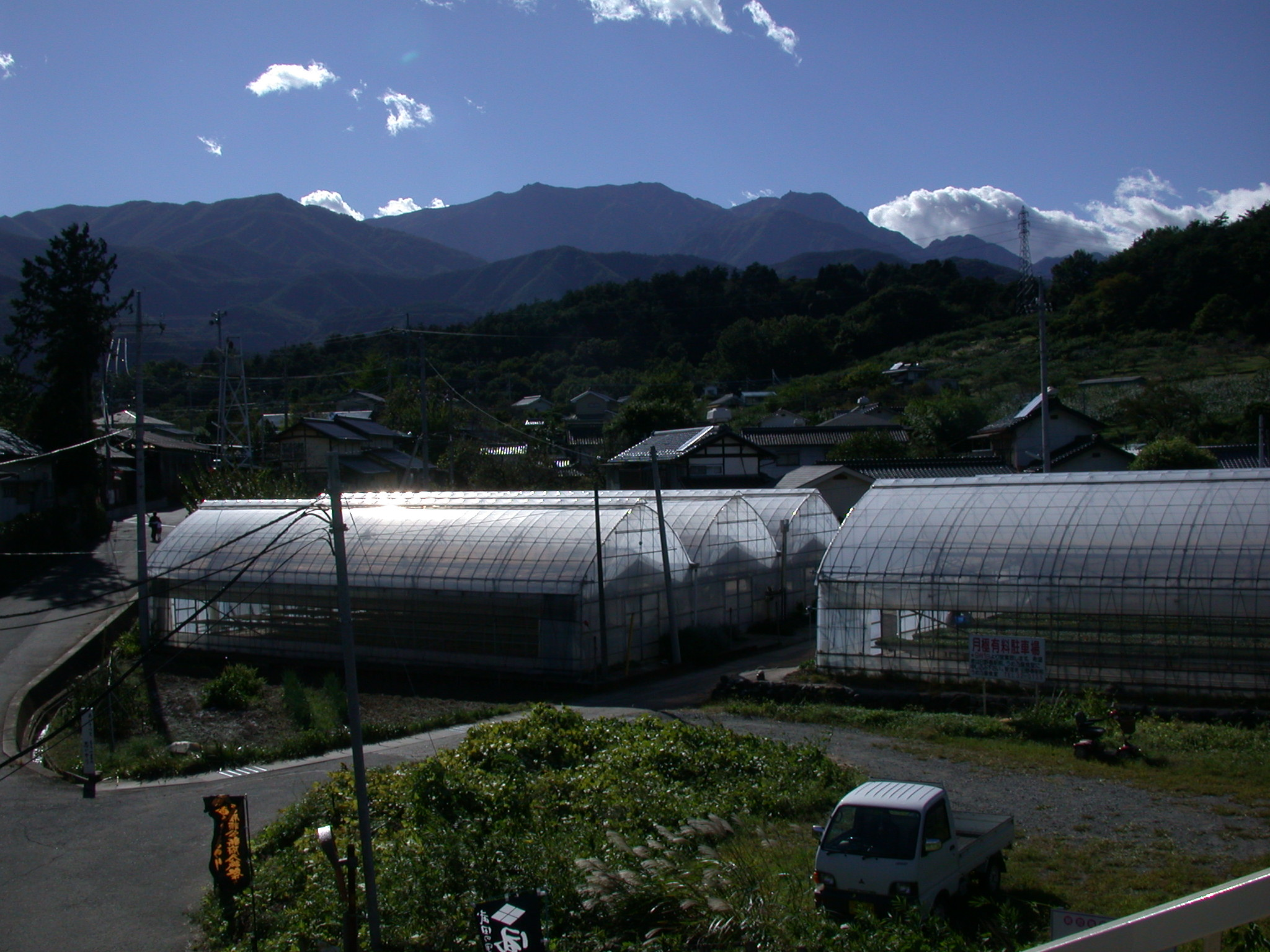
新府城・遠景
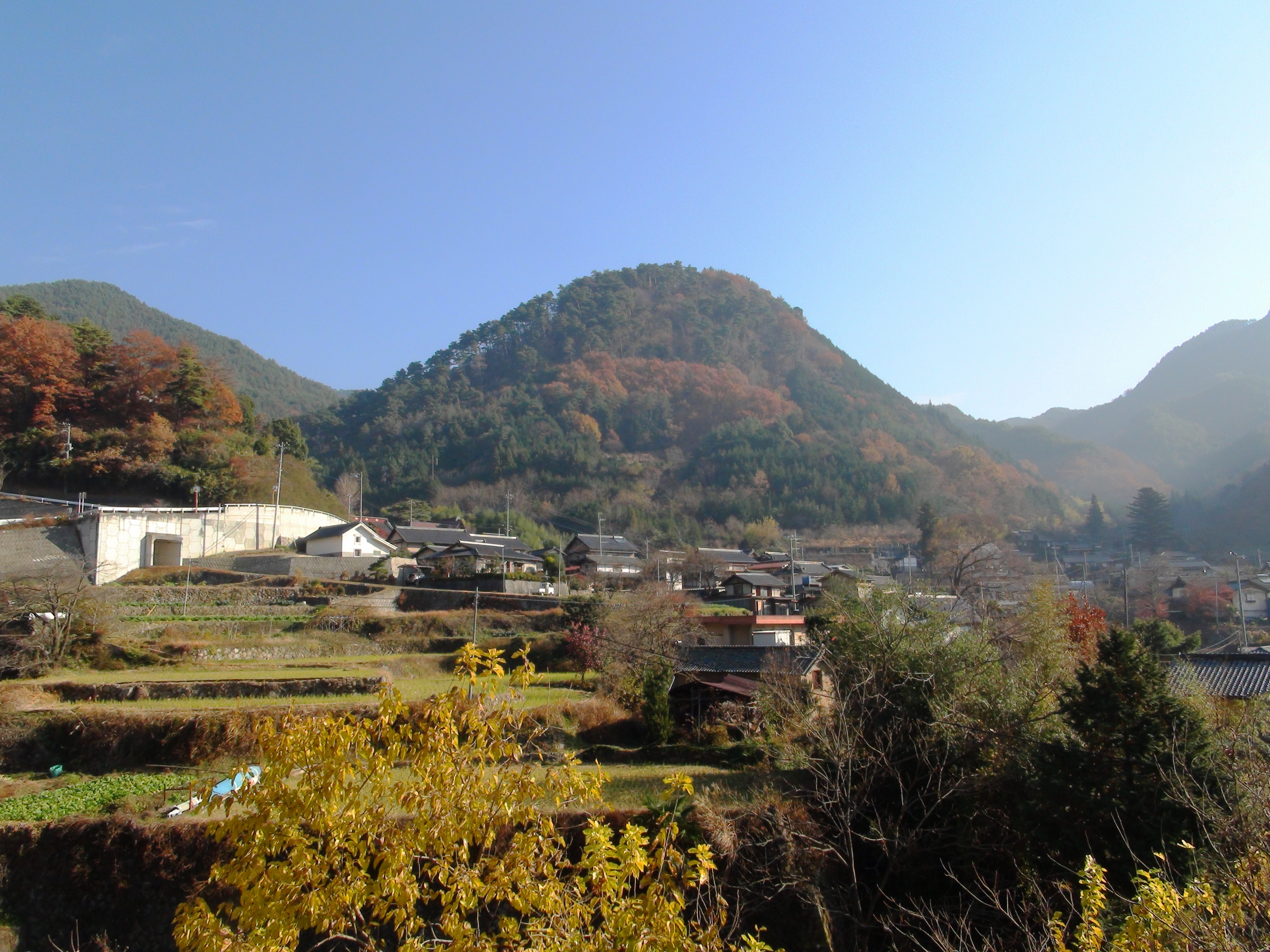
要害山城
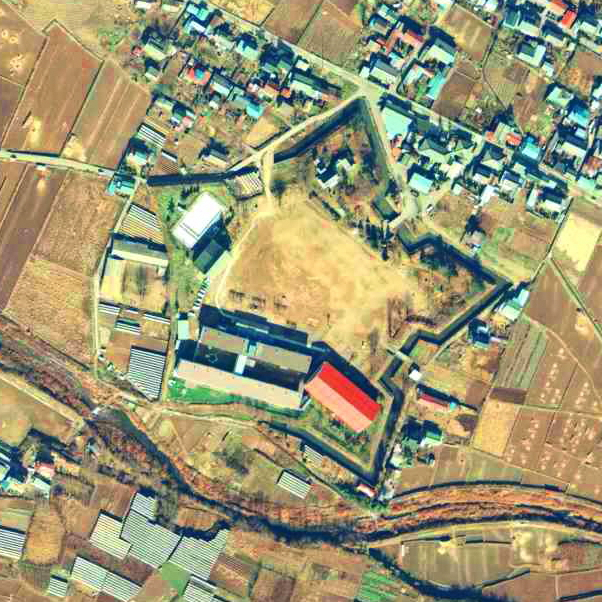
龍岡城・五稜郭
国土交通省 国土地理院 地図・空中写真閲覧サービスの空中写真を基に作成。
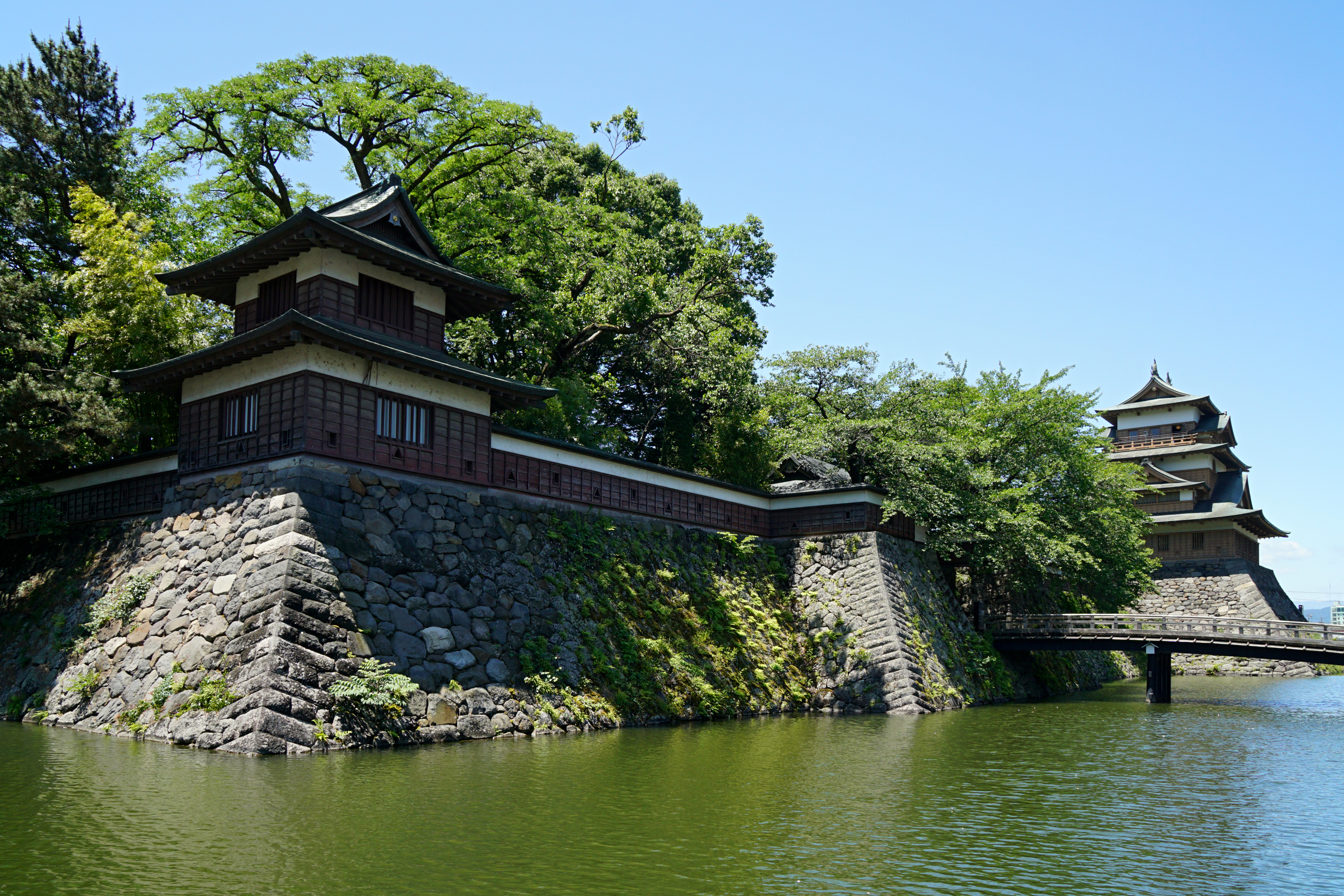
高島城・石垣、復興隅櫓、復興天守
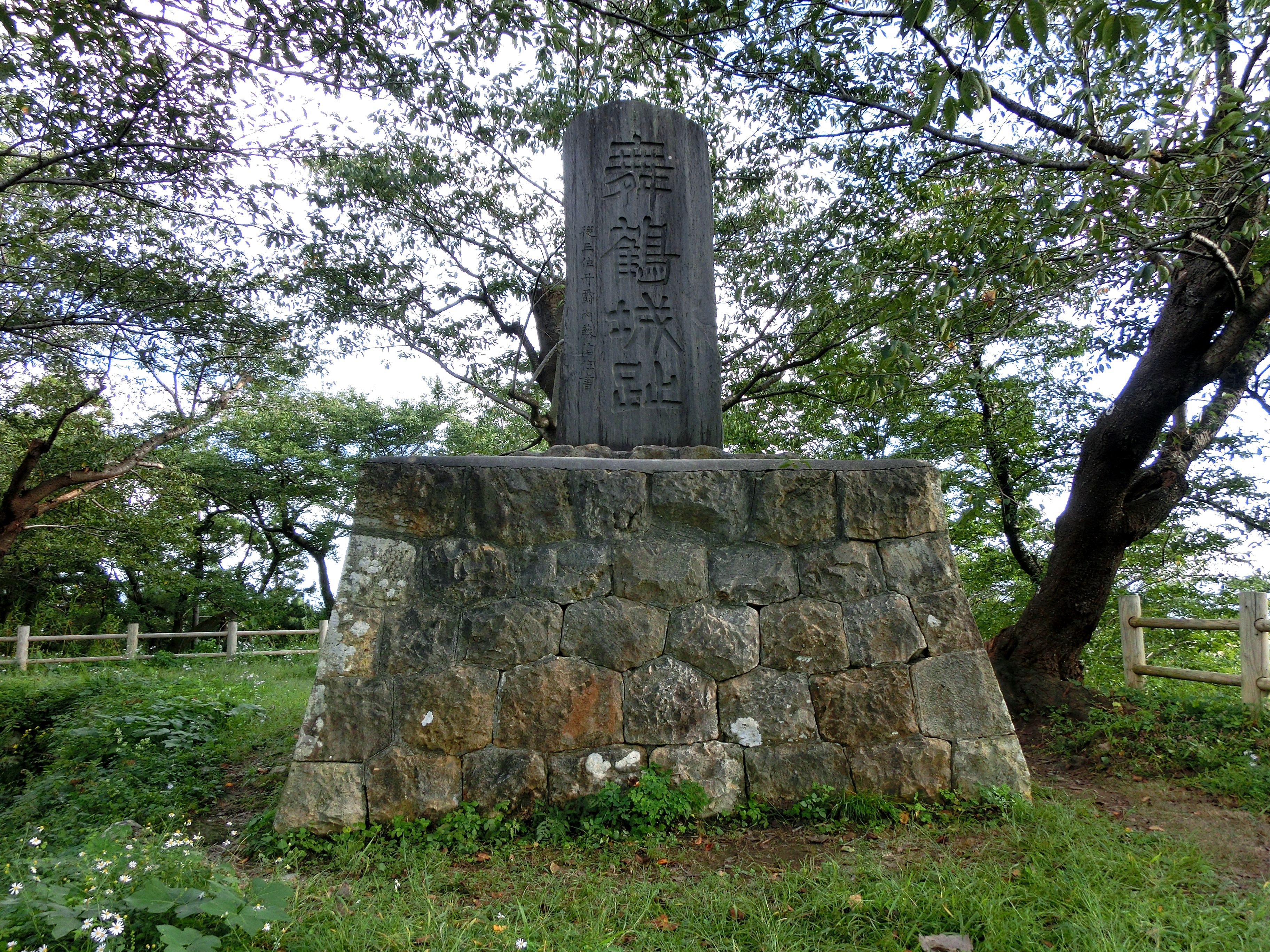
村上城・天守跡にある石碑
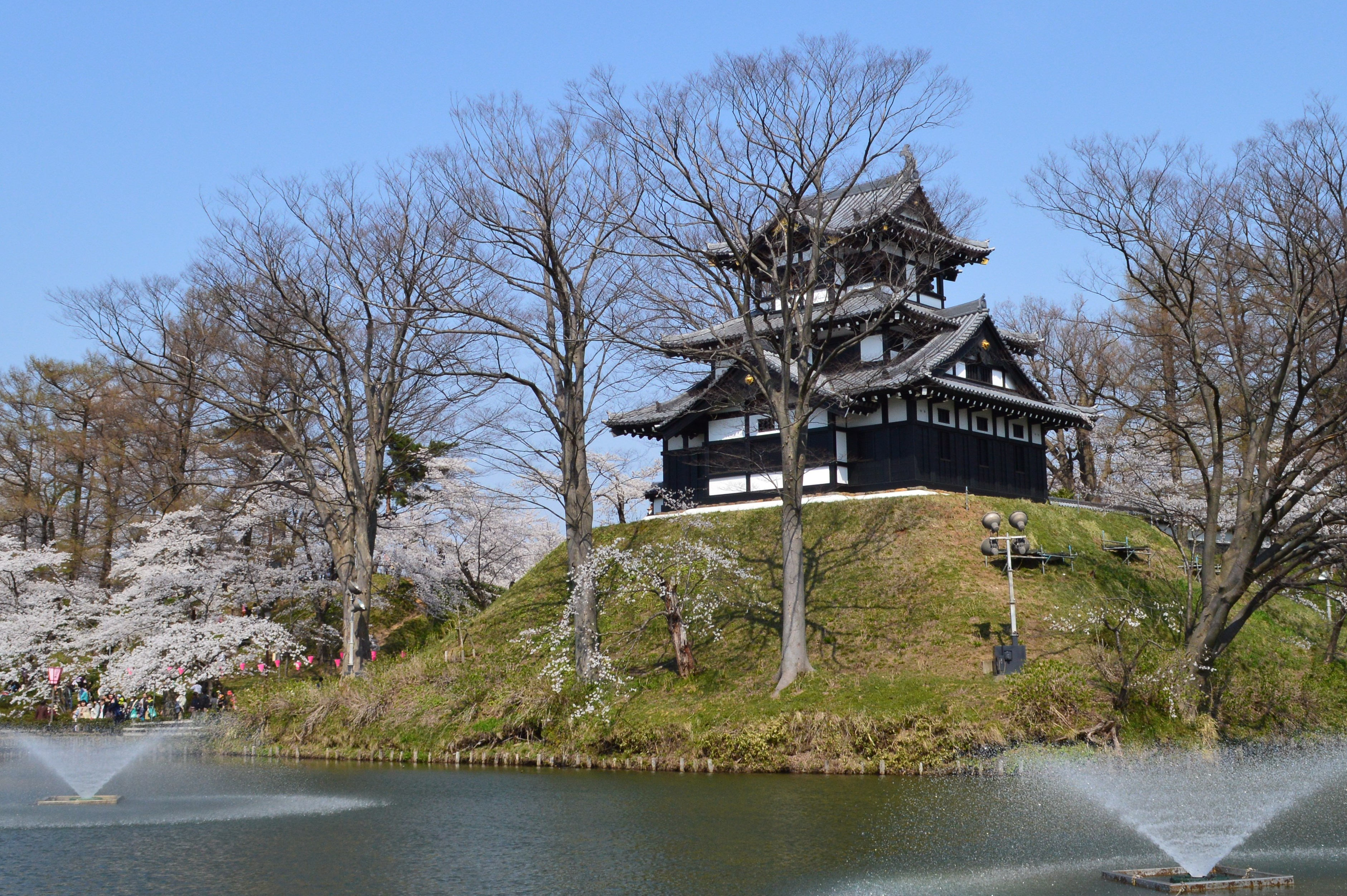
高田城・三重櫓（復元）

## 北陸・東海地方（134番 - 155番）
| No. | 城名       | 所在地         | 所在地 | スタンプ設置場所                                    | 備考                        |
| --- | ---------- | -------------- | ------ | --------------------------------------------------- | --------------------------- |
| 134 | 富山城     | 富山県         | 富山市 | 富山市郷土博物館                                    | 史跡未指定 国登録有形文化財 |
| 135 | 増山城     | 富山県         | 砺波市 | 砺波市埋蔵文化財センター                            | 国指定史跡                  |
| 136 | 鳥越城     | 石川県         | 白山市 | 白山市立鳥越一向一揆歴史館                          | 国指定史跡                  |
| 137 | 福井城     | 福井県         | 福井市 | 福井県庁舎一階受付                                  | 史跡未指定 県指定有形文化財 |
| 138 | 越前大野城 | 福井県         | 大野市 | 越前大野城一階                                      | 県指定史跡                  |
| 139 | 佐柿国吉城 | 福井県         | 美浜町 | 若狭国吉城歴史資料館                                | 町指定史跡                  |
| 140 | 玄蕃尾城   | 福井県・滋賀県 | 敦賀市 | 1.林道突き当たり車止め見学受付ポスト 2.余呉湖観光館 | 国指定史跡                  |

| No. | 城名       | 所在地 | 所在地   | スタンプ設置場所                         | 備考                  |
| --- | ---------- | ------ | -------- | ---------------------------------------- | --------------------- |
| 141 | 郡上八幡城 | 岐阜県 | 郡上市   | 郡上八幡城一階                           | 県指定史跡            |
| 142 | 苗木城     | 岐阜県 | 中津川市 | 中津川市苗木遠山史料館                   | 国指定史跡            |
| 143 | 美濃金山城 | 岐阜県 | 可児市   | 可児市観光交流館                         | 国指定史跡            |
| 144 | 大垣城     | 岐阜県 | 大垣市   | 大垣城天守内                             | 市指定史跡            |
| 145 | 興国寺城   | 静岡県 | 沼津市   | 穂見神社境内（興国寺城跡本丸内）         | 国指定史跡            |
| 146 | 諏訪原城   | 静岡県 | 島田市   | 諏訪原城第一駐車場パンフレット置き場）   | 国指定史跡            |
| 147 | 高天神城   | 静岡県 | 掛川市   | 大東北公民館                             | 国指定史跡            |
| 148 | 浜松城     | 静岡県 | 浜松市   | 浜松城天守閣一階                         | 市指定史跡            |
| 149 | 小牧山城   | 愛知県 | 小牧市   | 小牧市歴史館                             | 国指定史跡            |
| 150 | 古宮城     | 愛知県 | 新城市   | 作手歴史民俗資料館                       | 市指定史跡            |
| 151 | 吉田城     | 愛知県 | 豊橋市   | 吉田城鉄櫓内、豊橋市役所東館13階         | 市指定史跡            |
| 152 | 津城       | 三重県 | 津市     | 高山神社社務所                           | 県指定史跡            |
| 153 | 北畠氏館   | 三重県 | 津市     | 北畠神社社務所                           | 国指定史跡 国指定名勝 |
| 154 | 田丸城     | 三重県 | 玉城町   | 玉城町教育委員会窓口（村山龍平記念館内） | 県指定史跡            |
| 155 | 赤木城     | 三重県 | 熊野市   | 紀和鉱山資料館                           | 国指定史跡            |

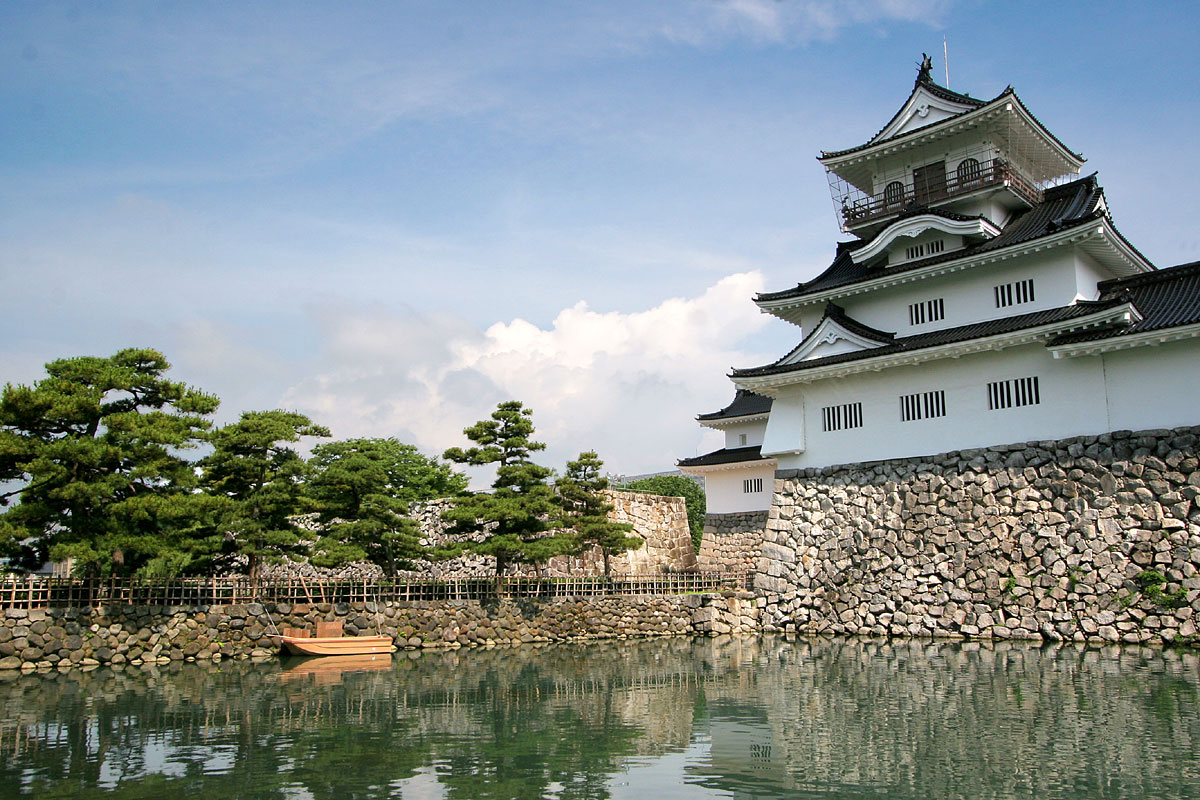
富山城・本丸大手枡形と富山市郷土博物館（模擬天守）
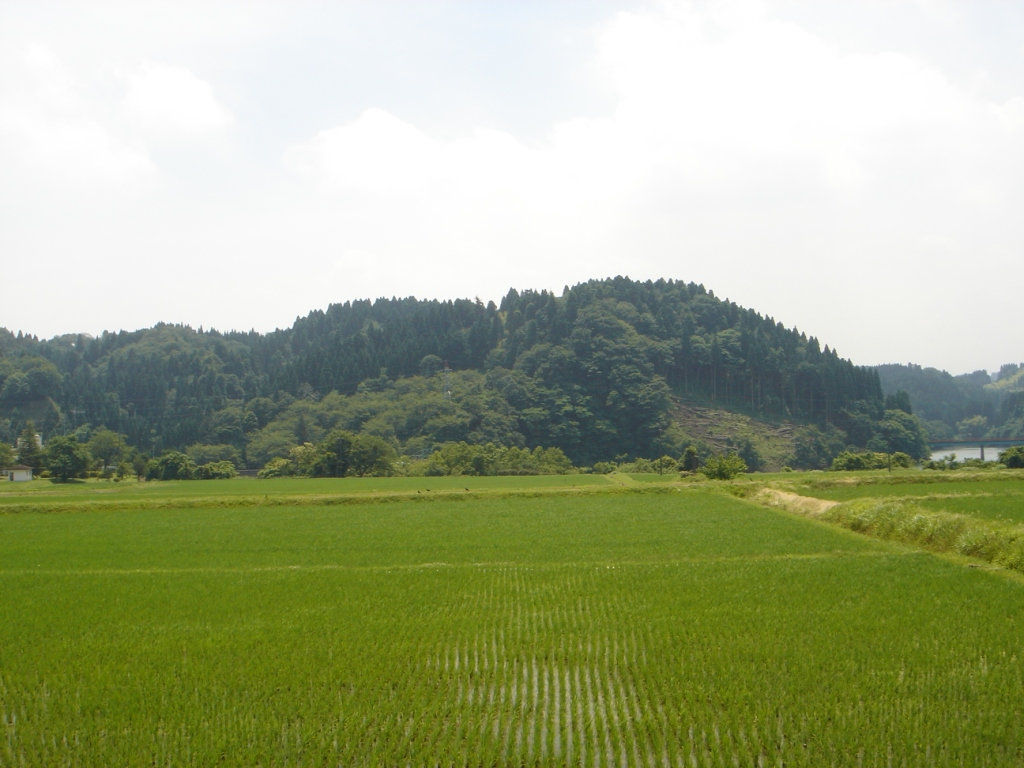
増山城・近景 西方向（城下町）から
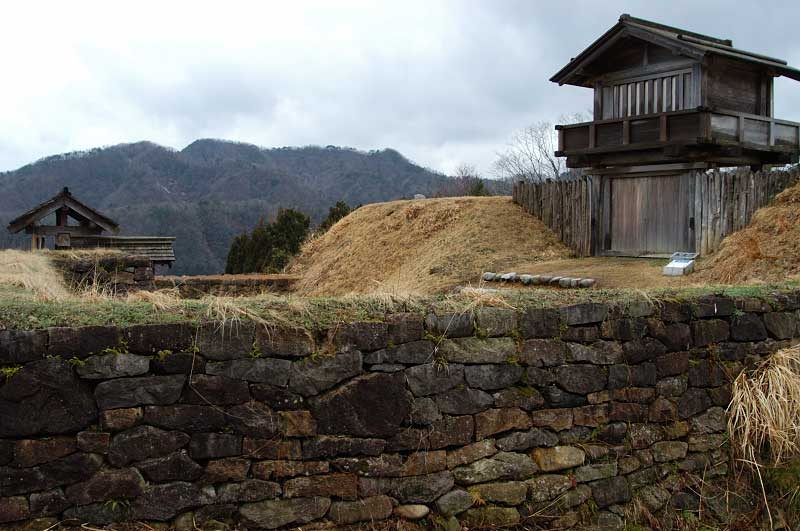
鳥越城・復元された石垣と門
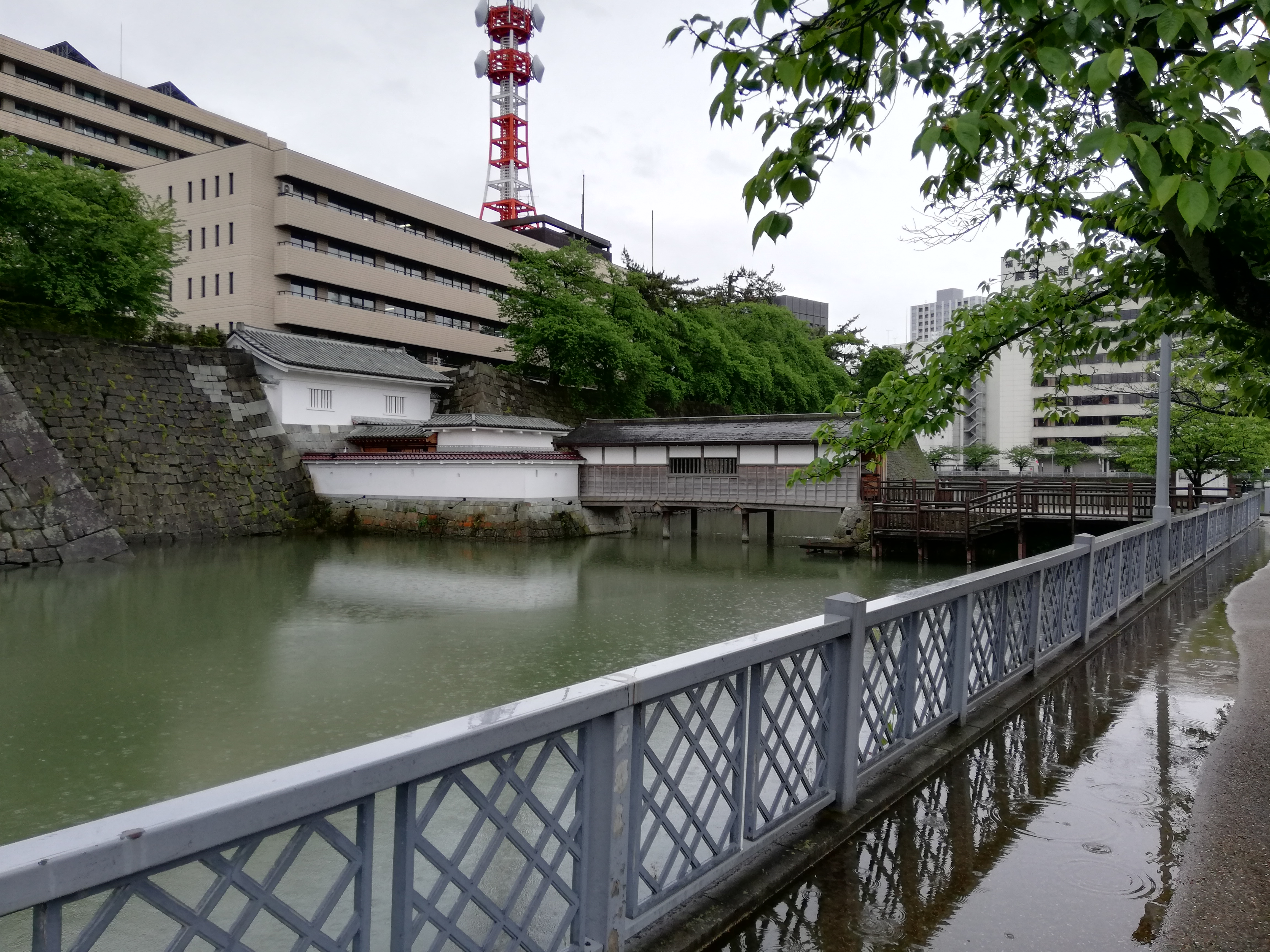
福井城・御廊下橋・山里口御門
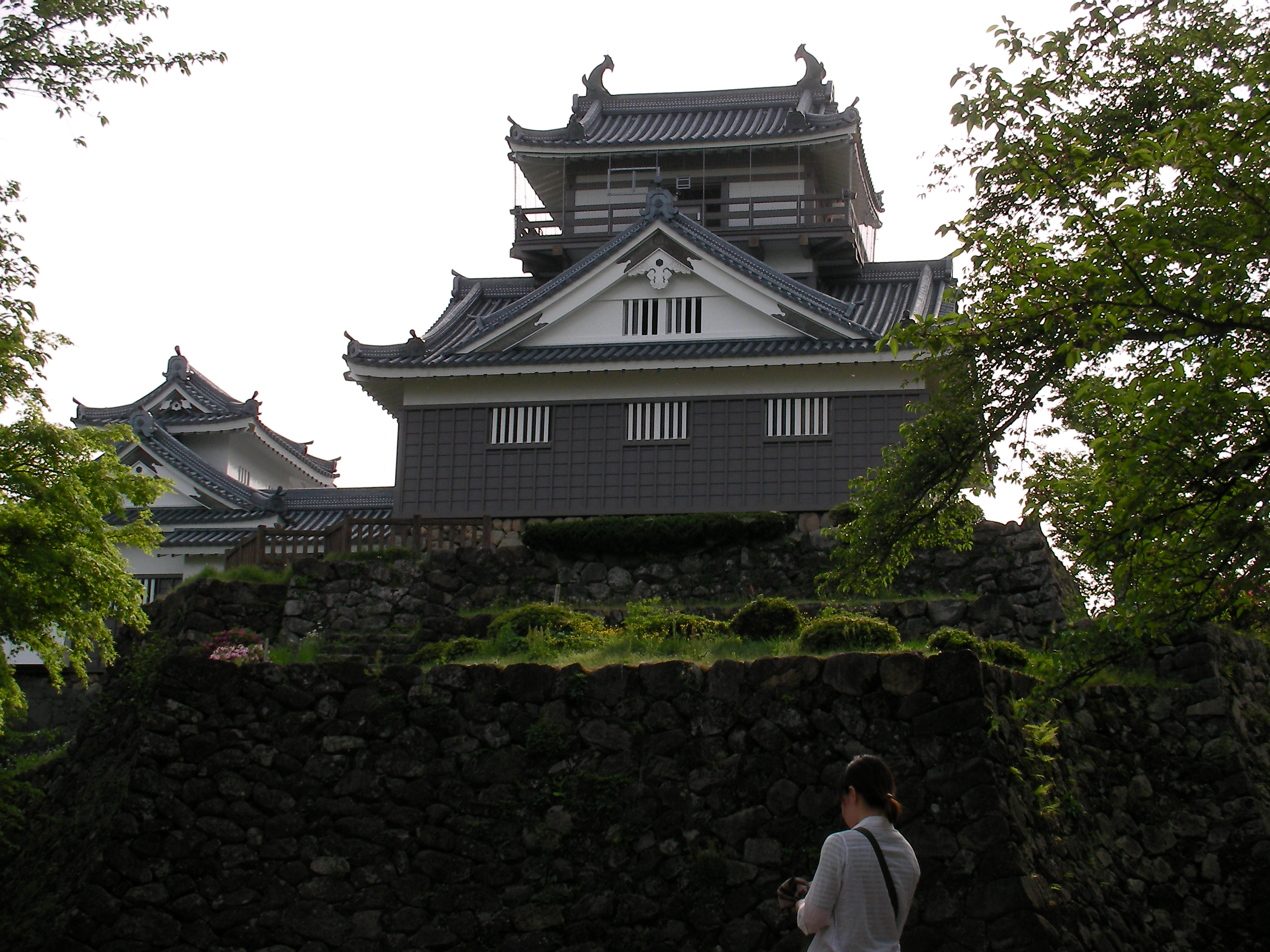
越前大野城・復興天守
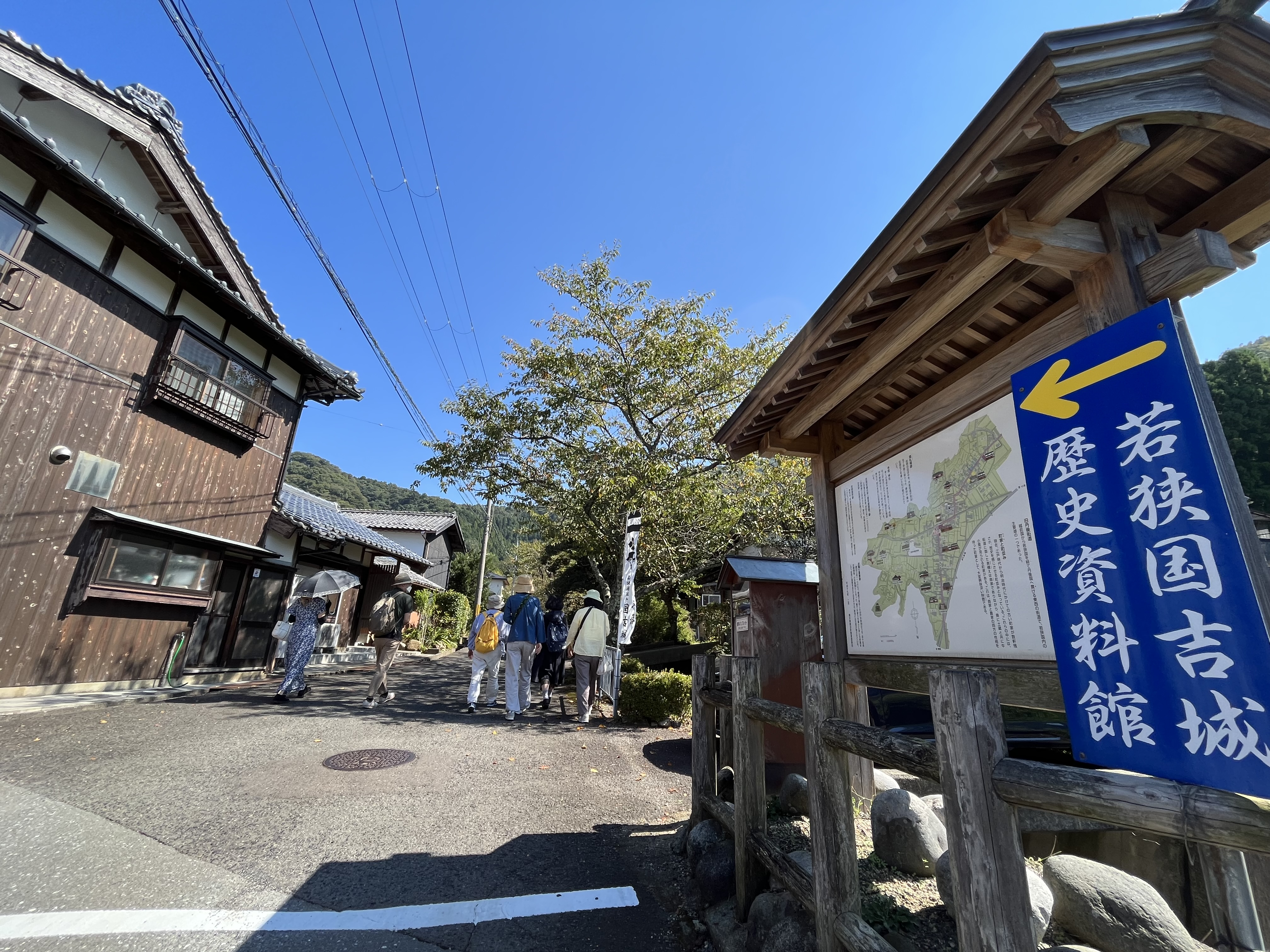
国吉城の城下町佐柿
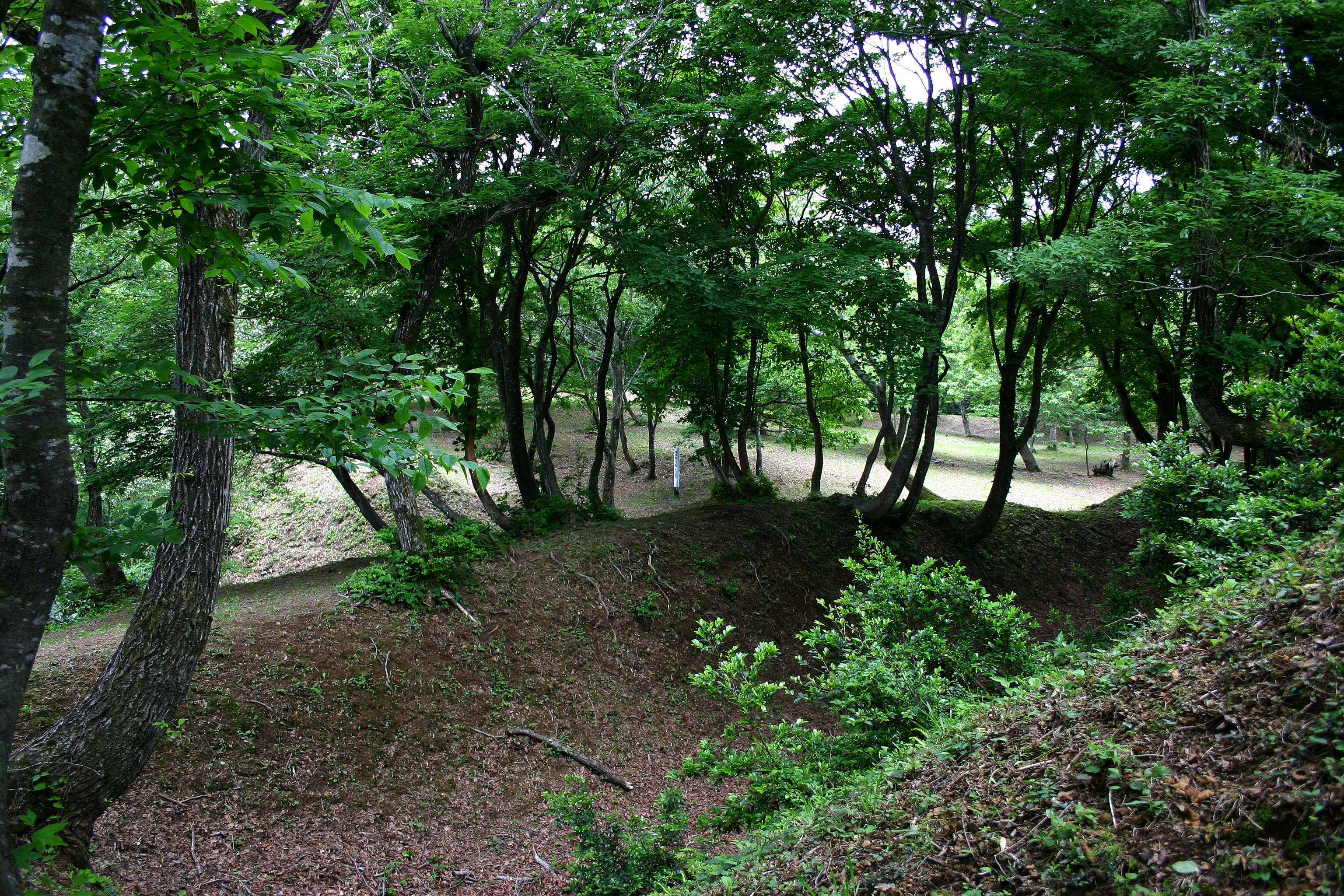
玄蕃尾城・土塁と空堀
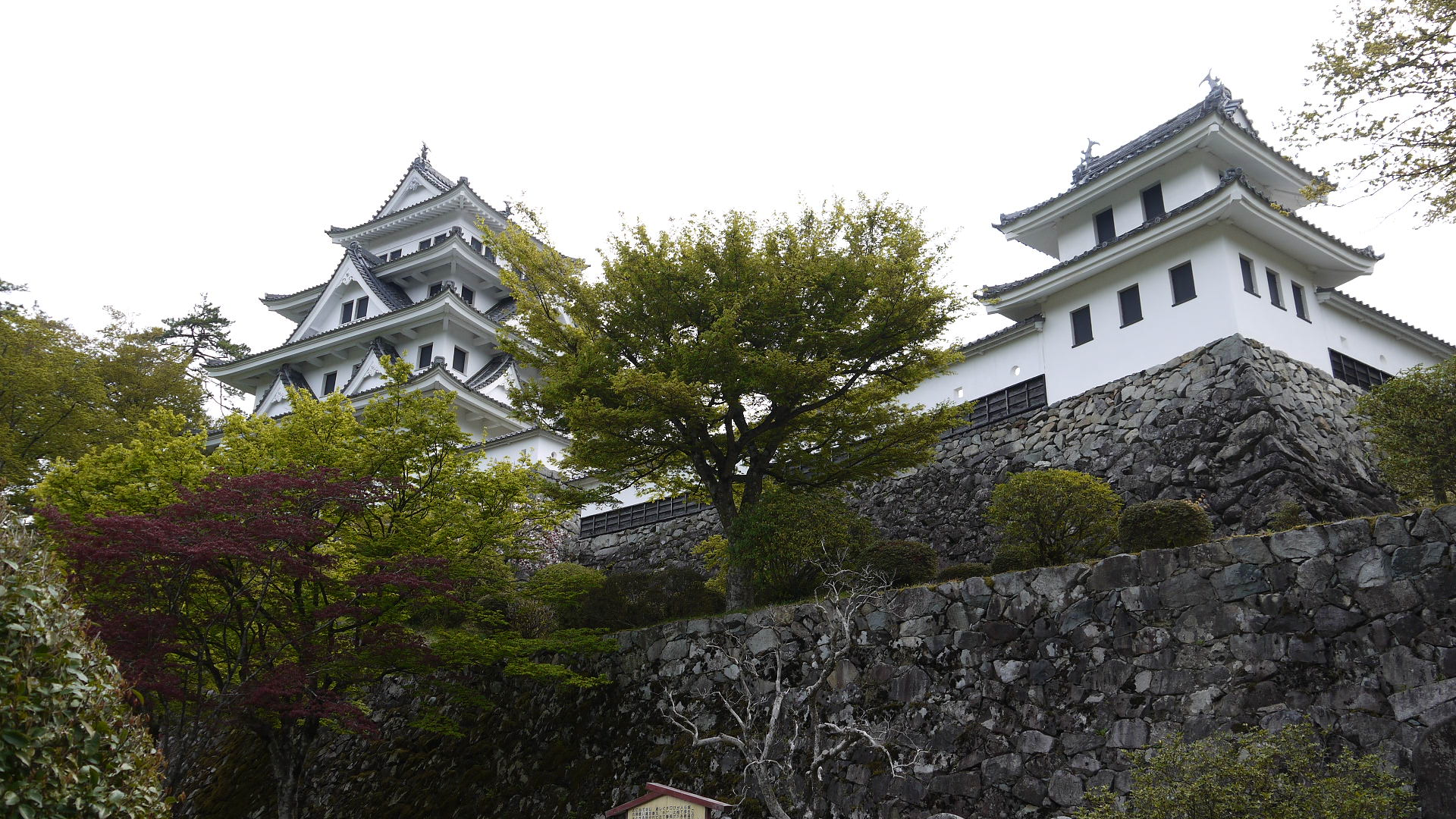
郡上八幡城
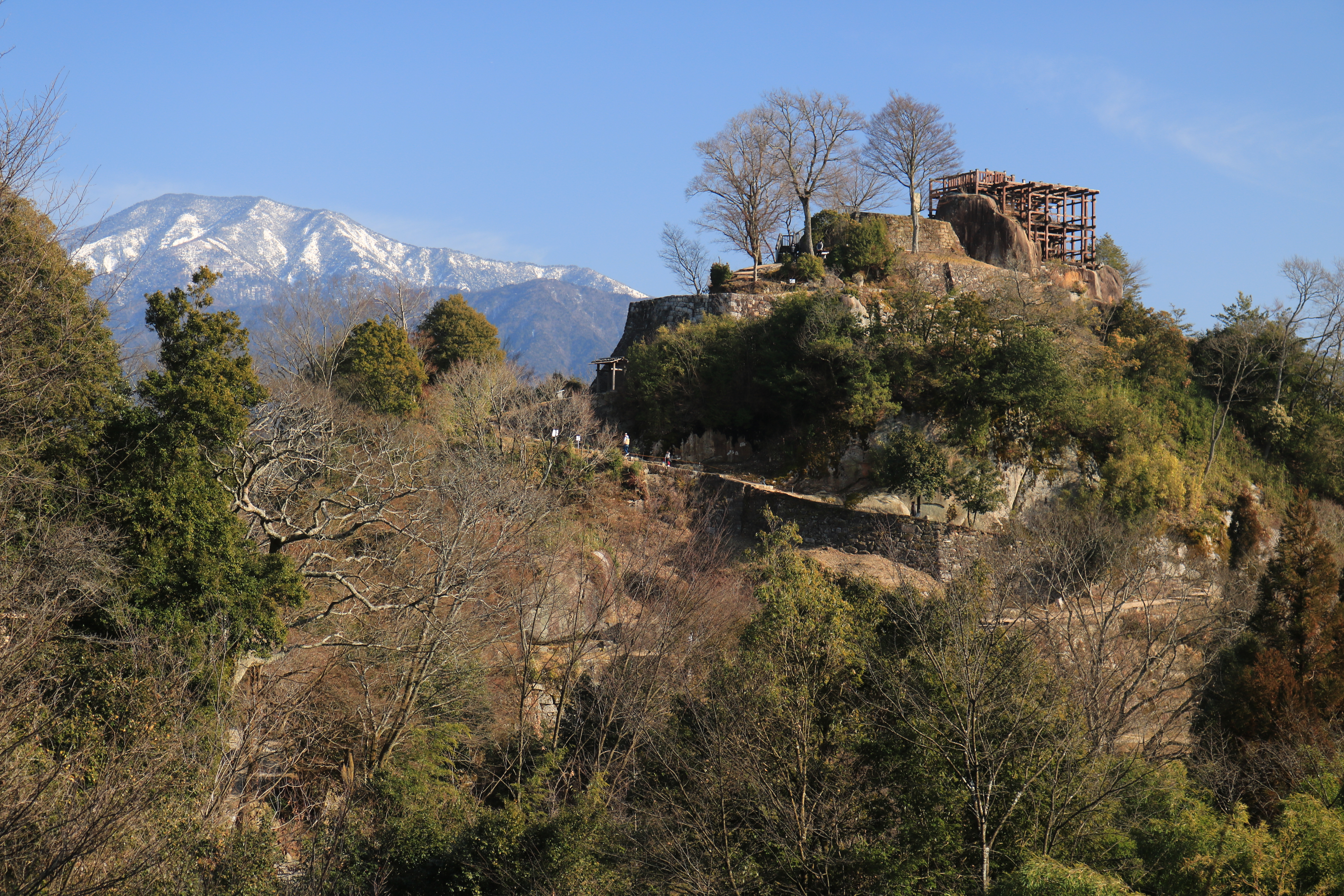
苗木城跡と恵那山
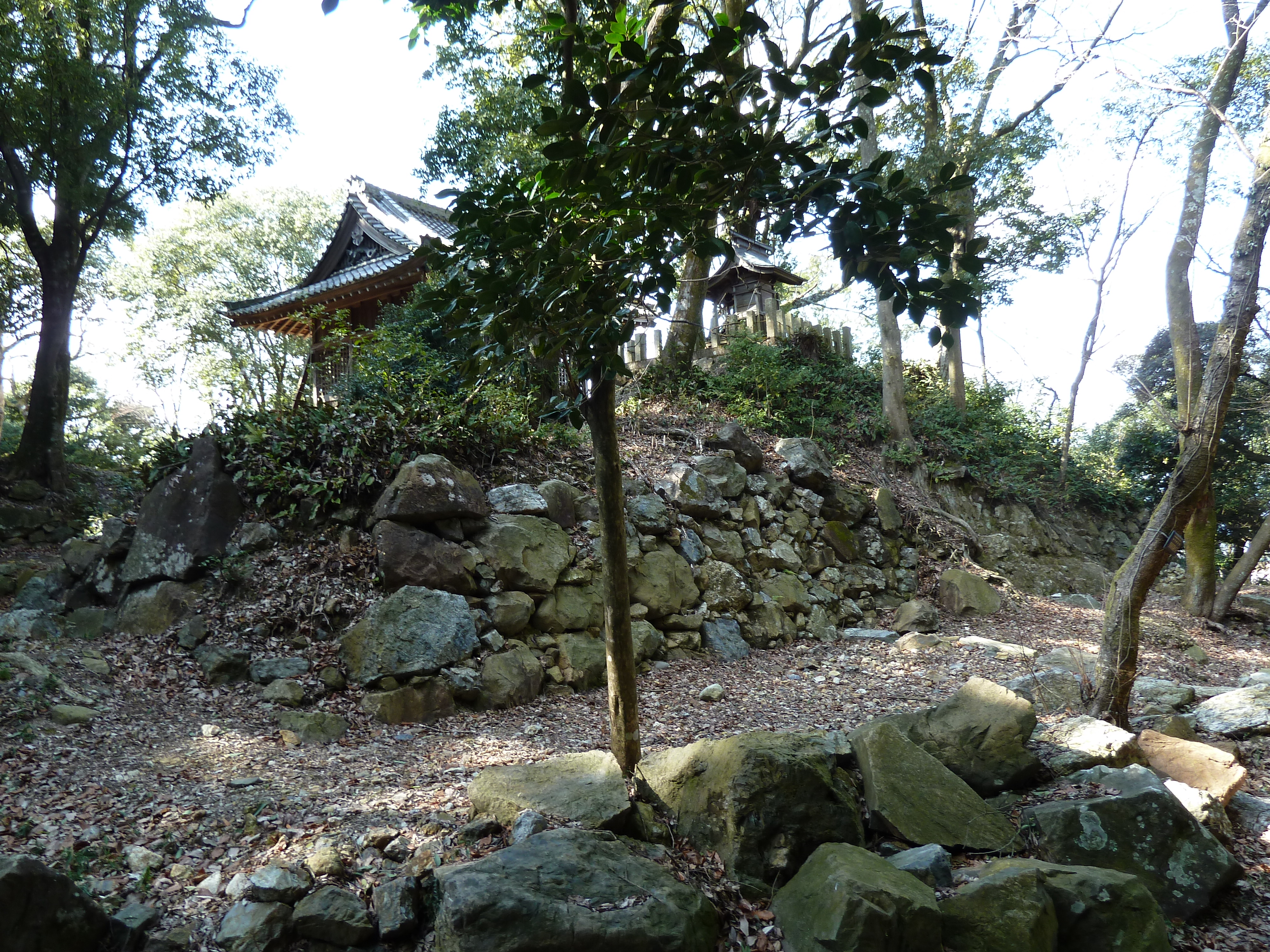
美濃金山城跡・天守台石垣
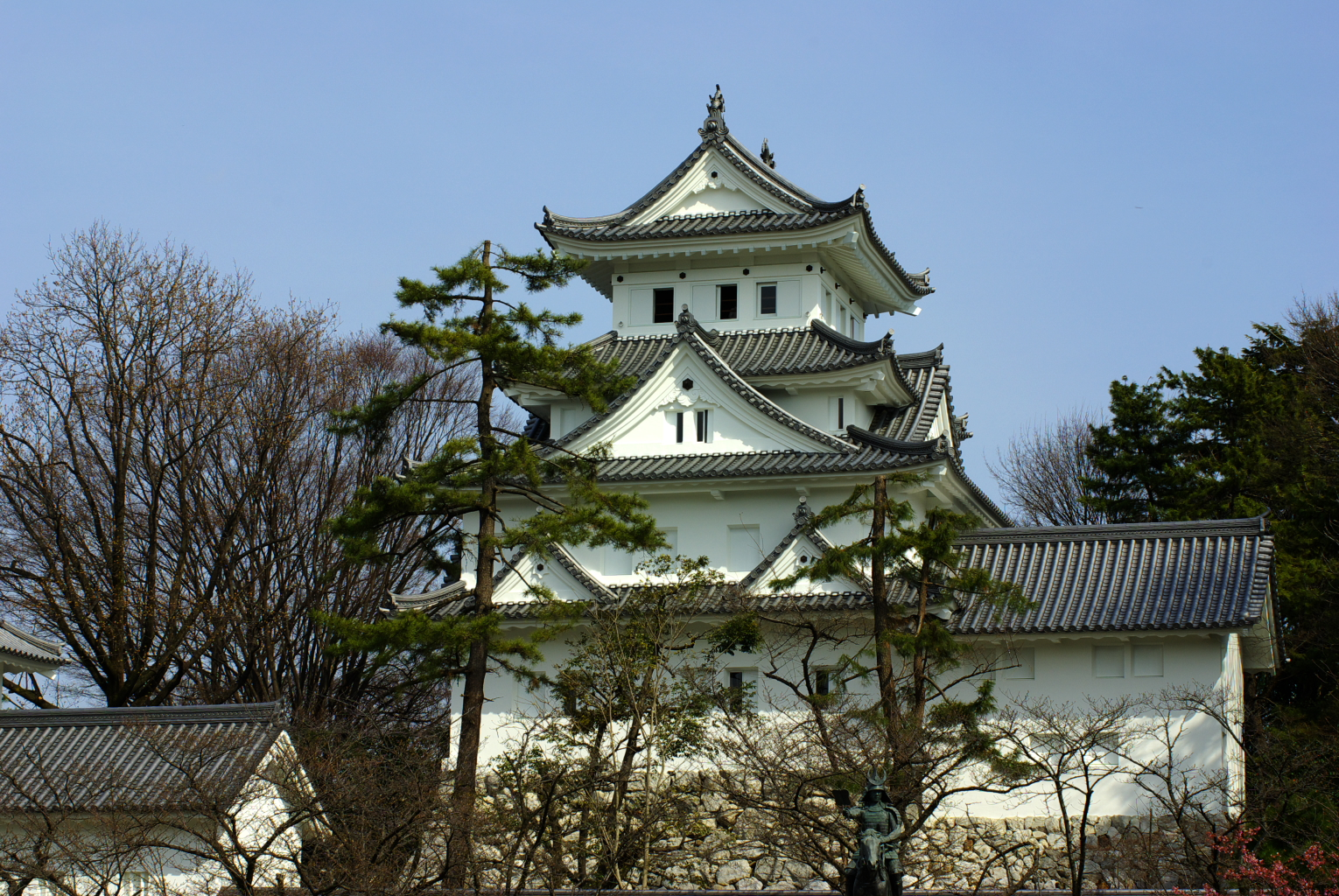
大垣城・復元天守
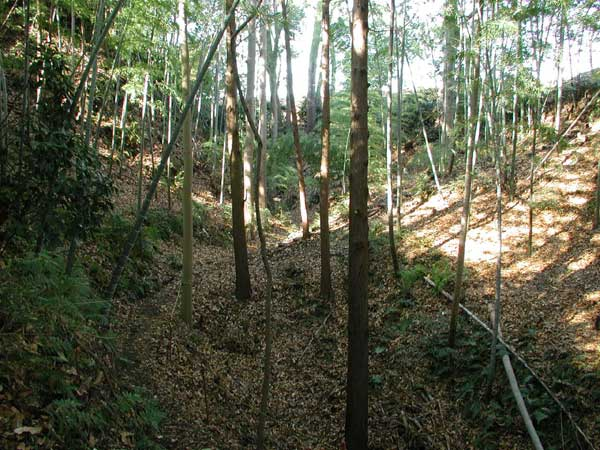
興国寺城・空堀
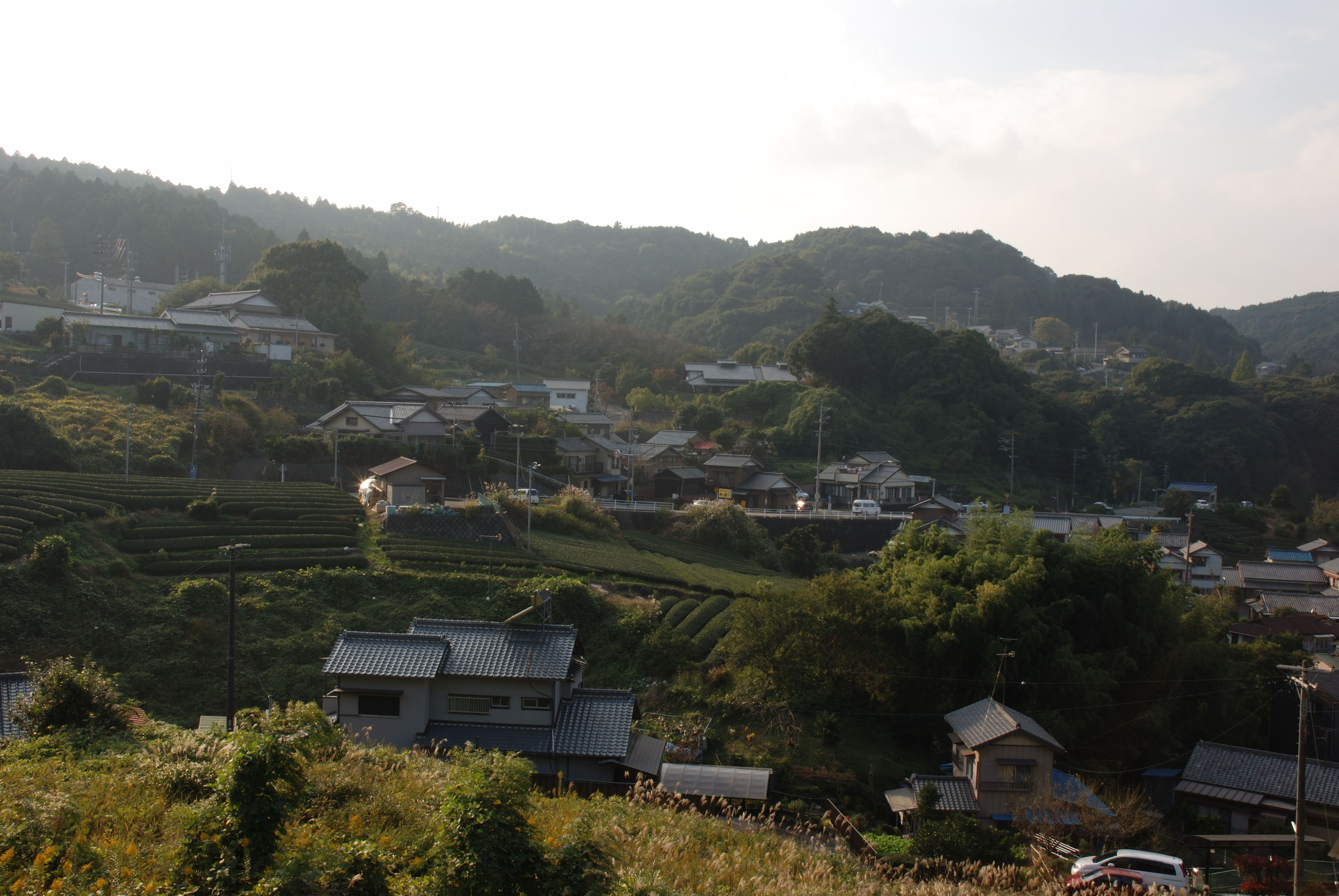
諏訪原城・遠景
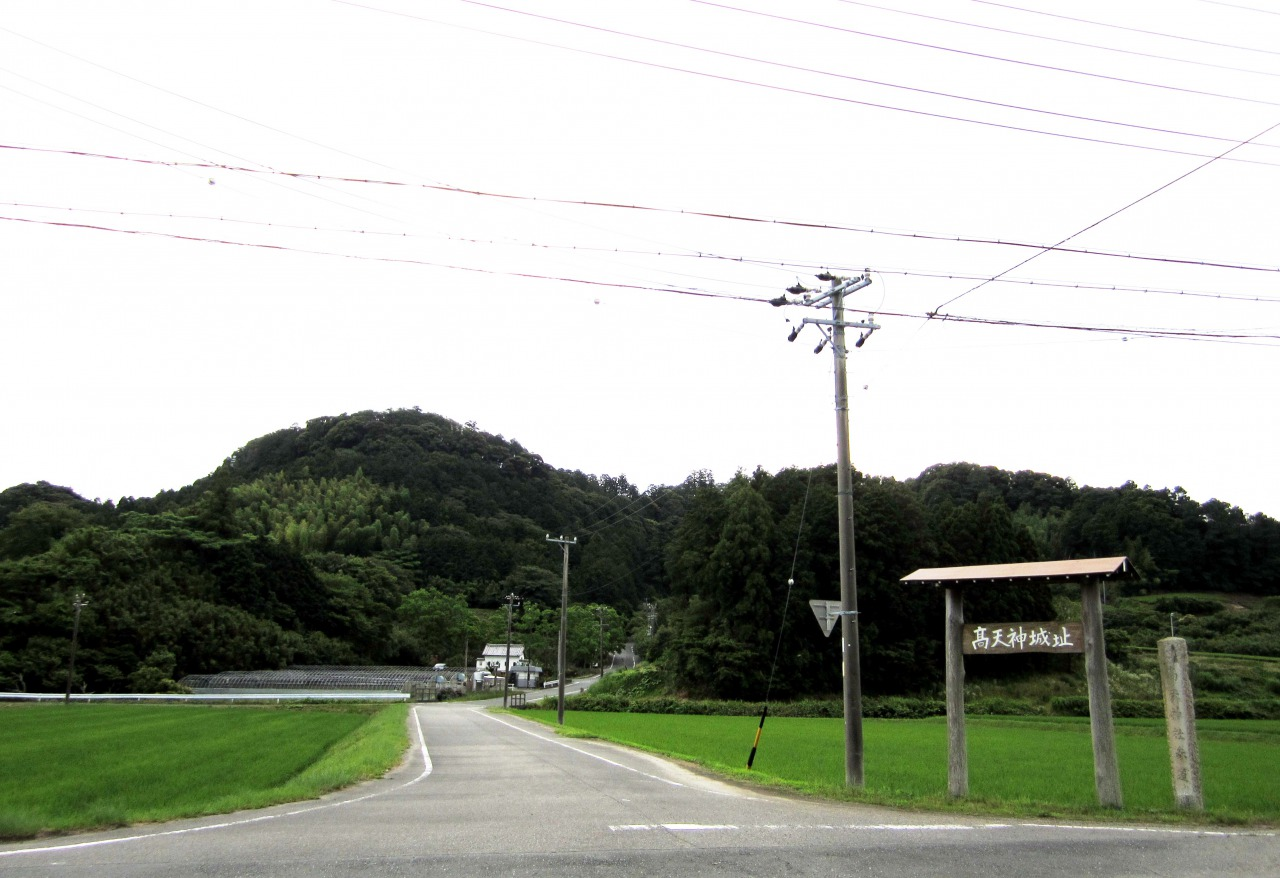
高天神城・遠景
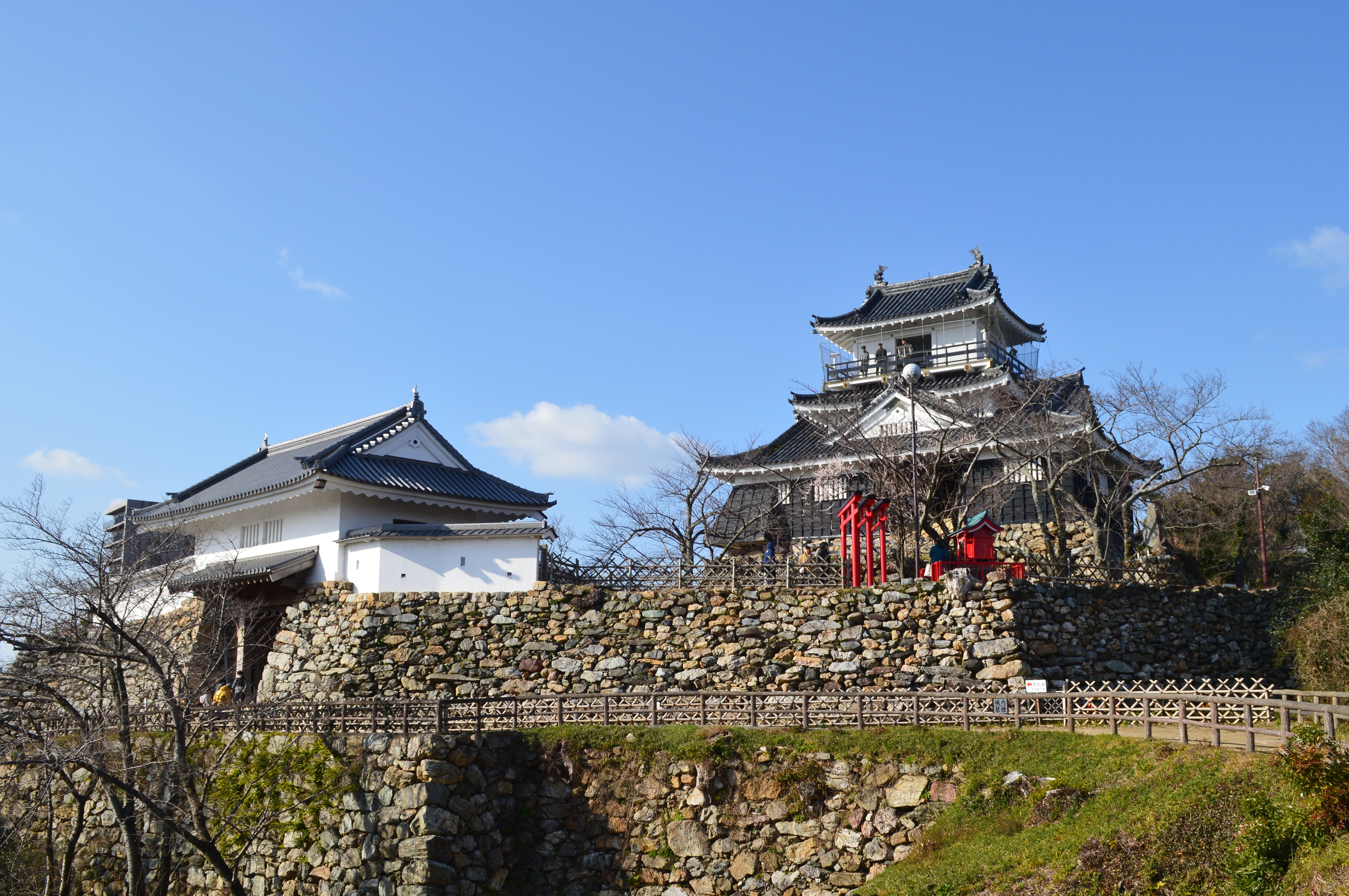
浜松城・復元天守
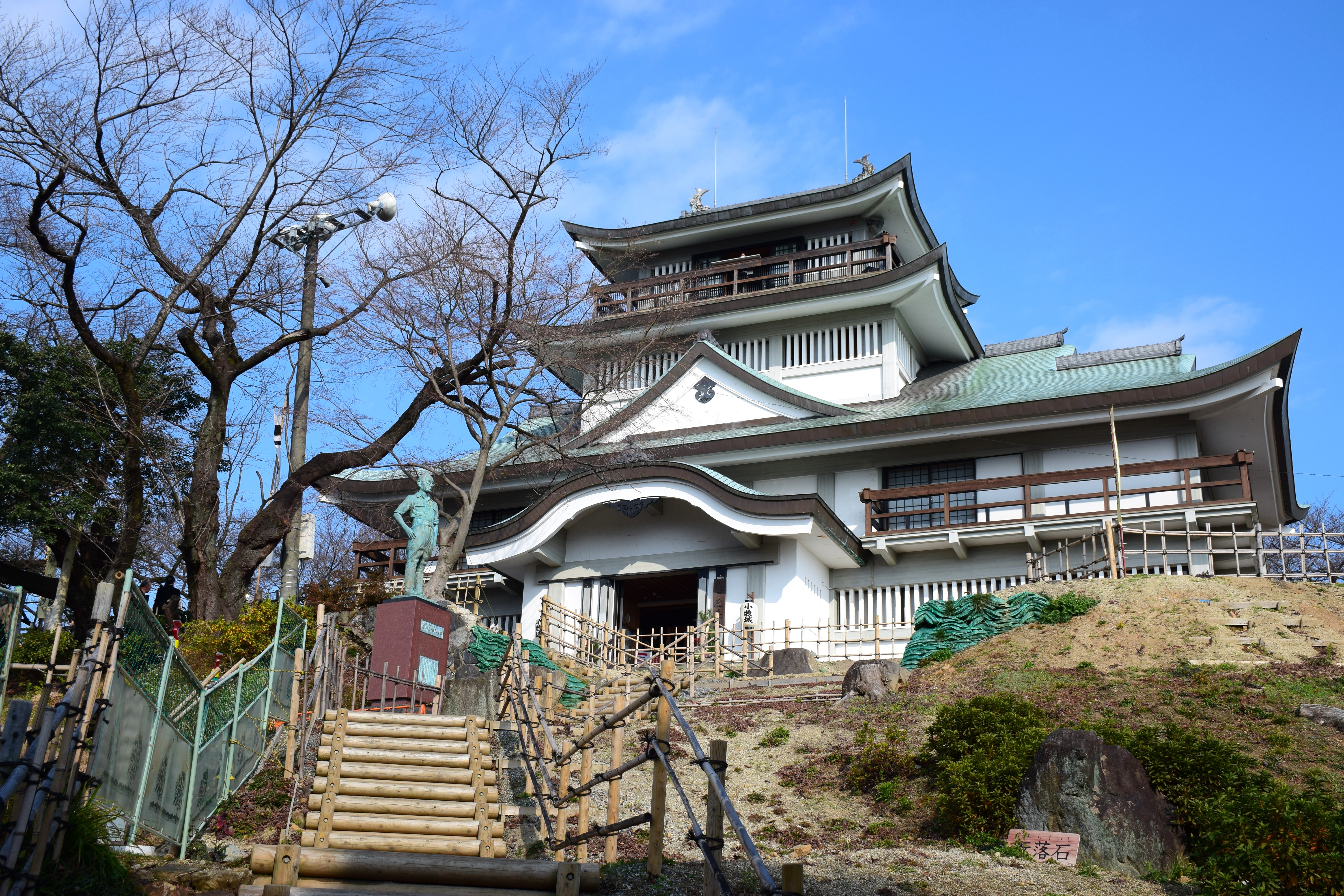
小牧山城・歴史資料館
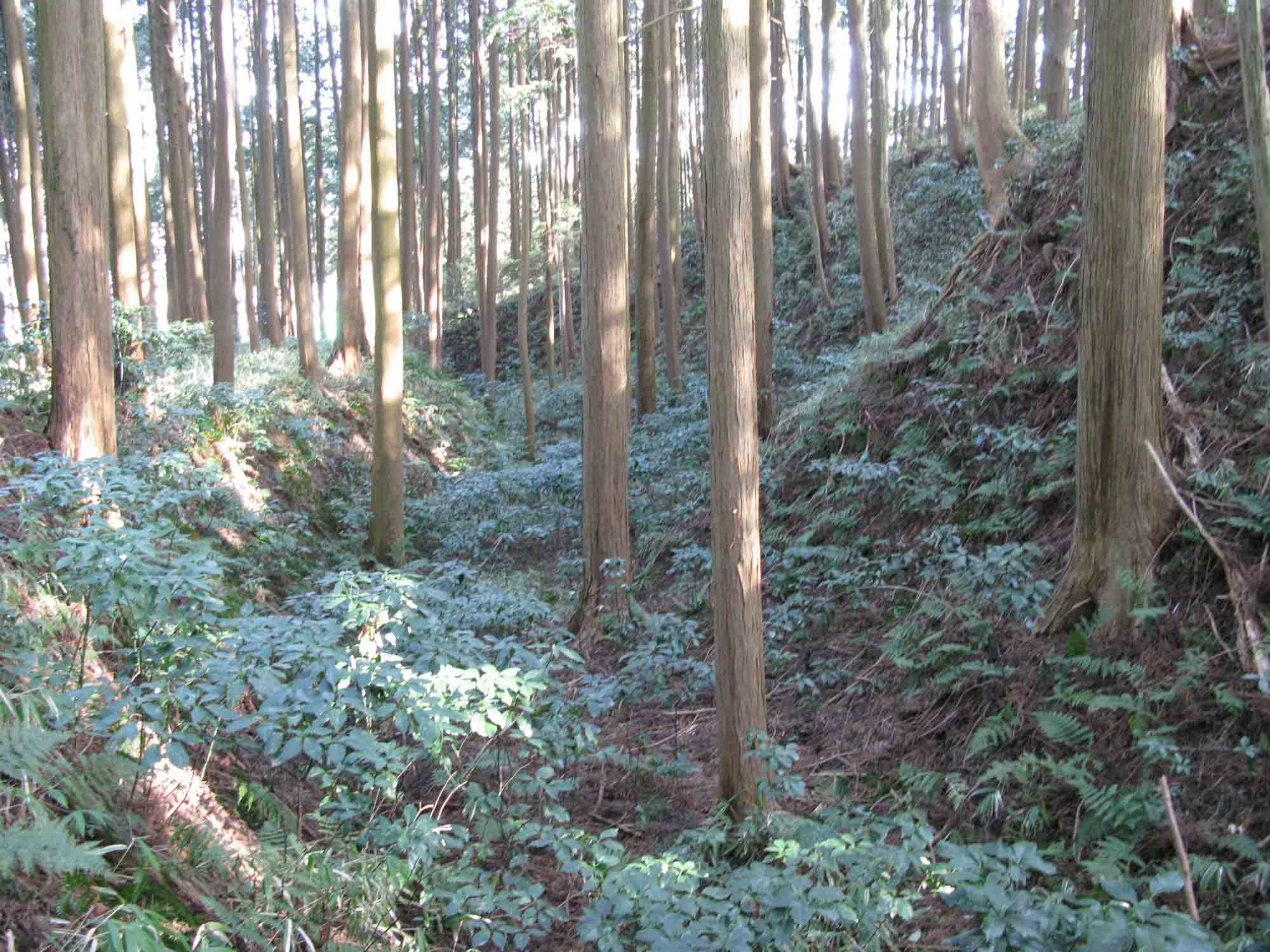
古宮城・西曲輪の土塁と堀
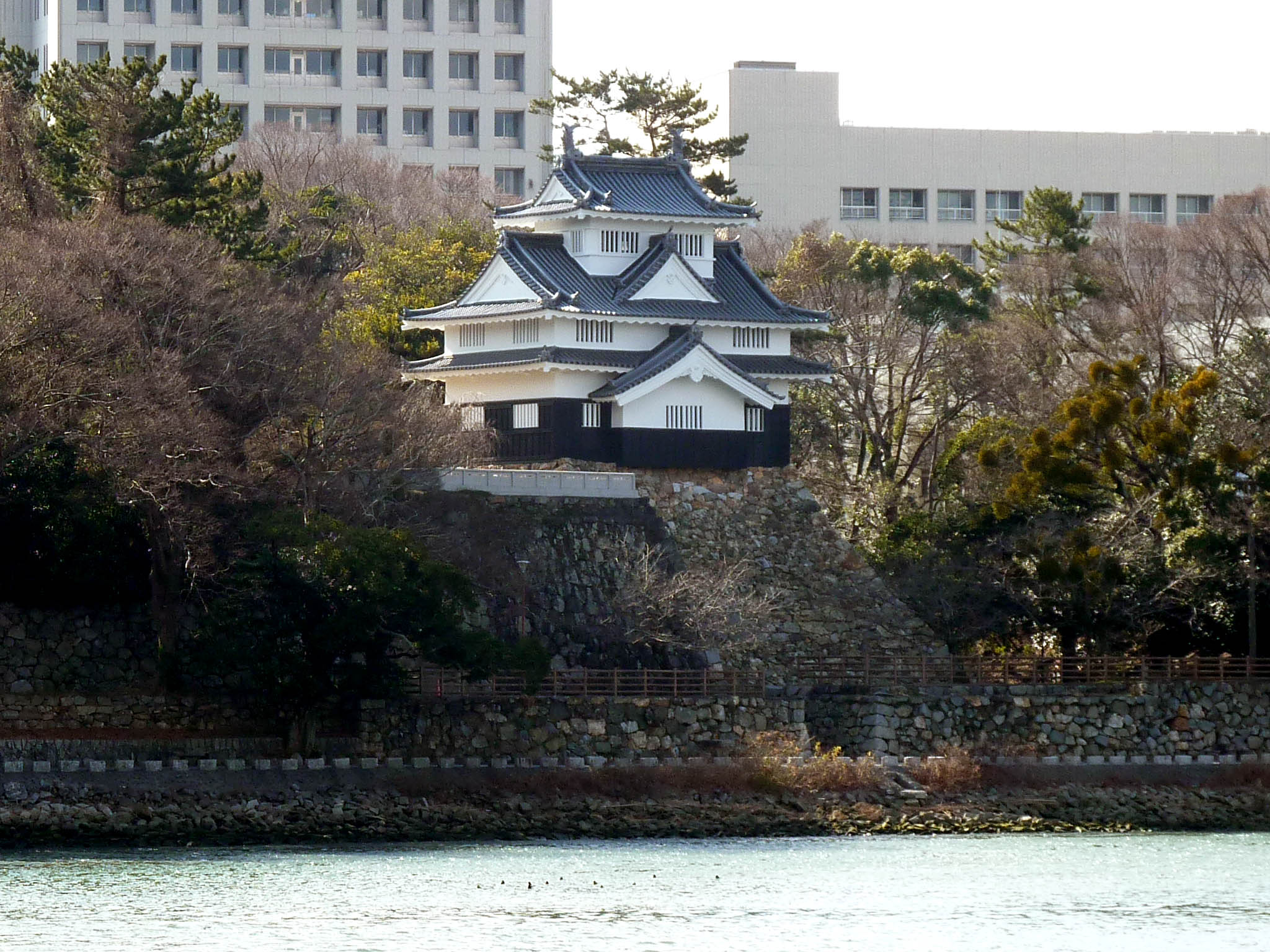
吉田城・豊川対岸から望む復元鉄櫓
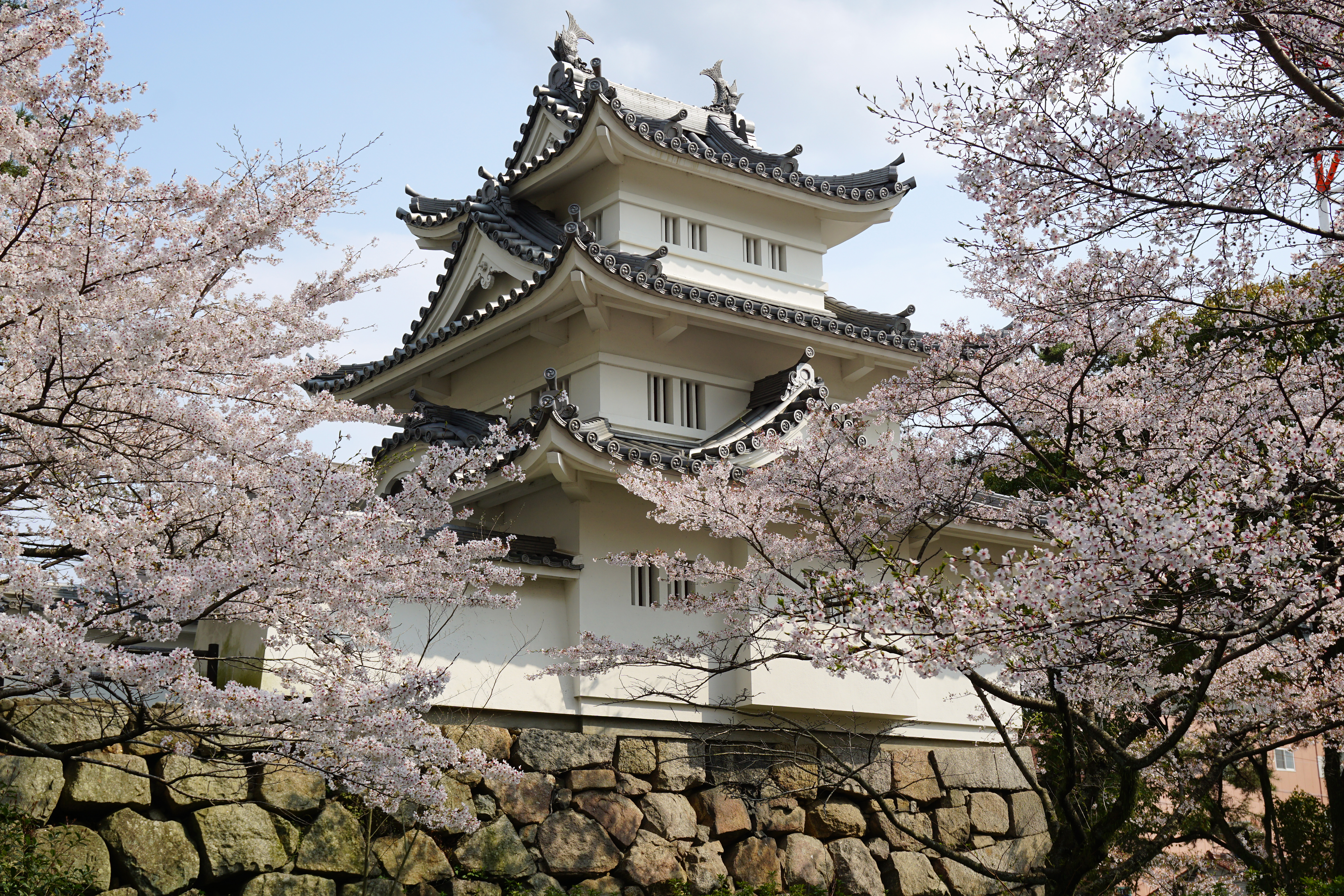
津城・丑寅櫓
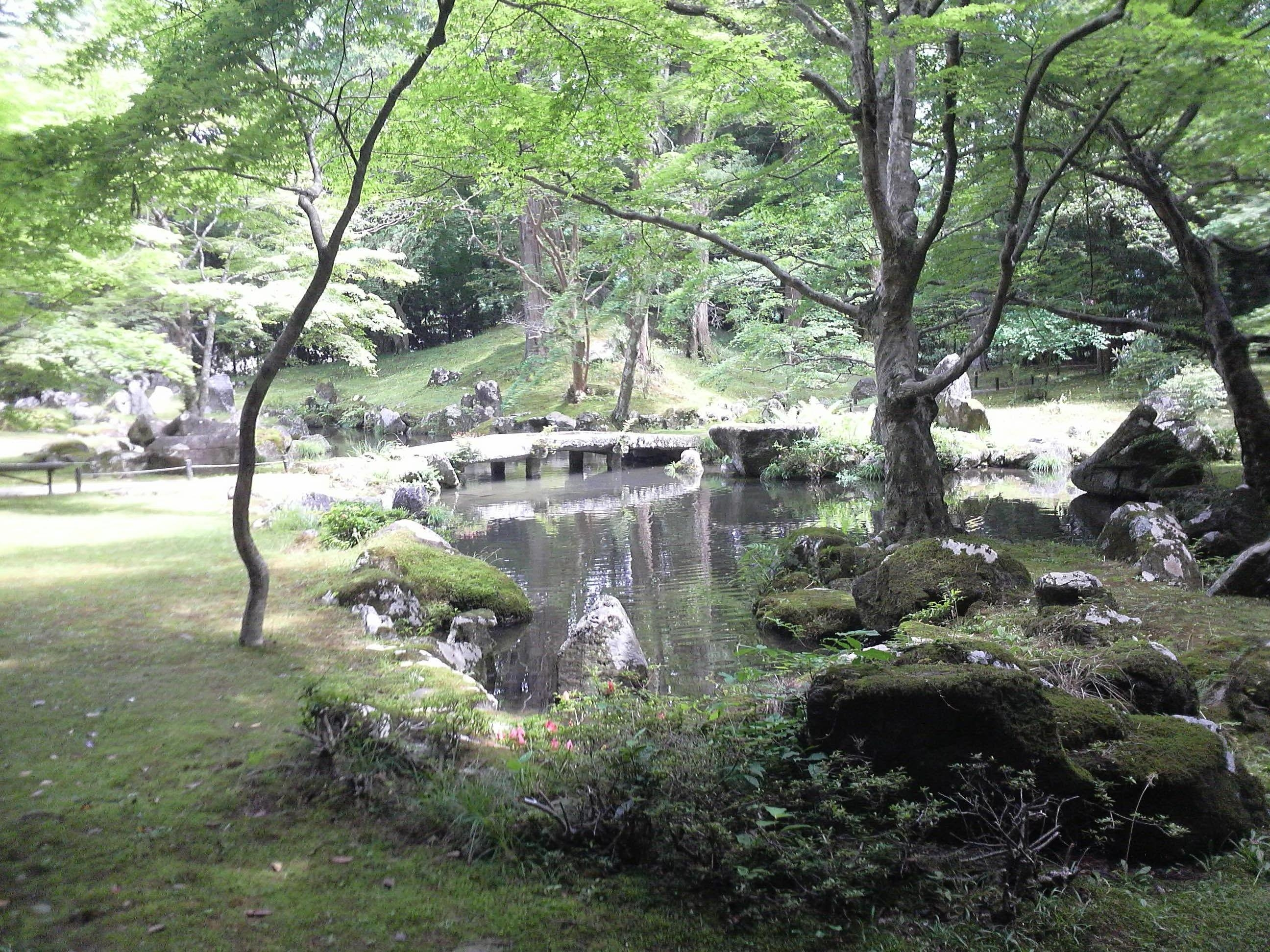
北畠氏館跡・庭園
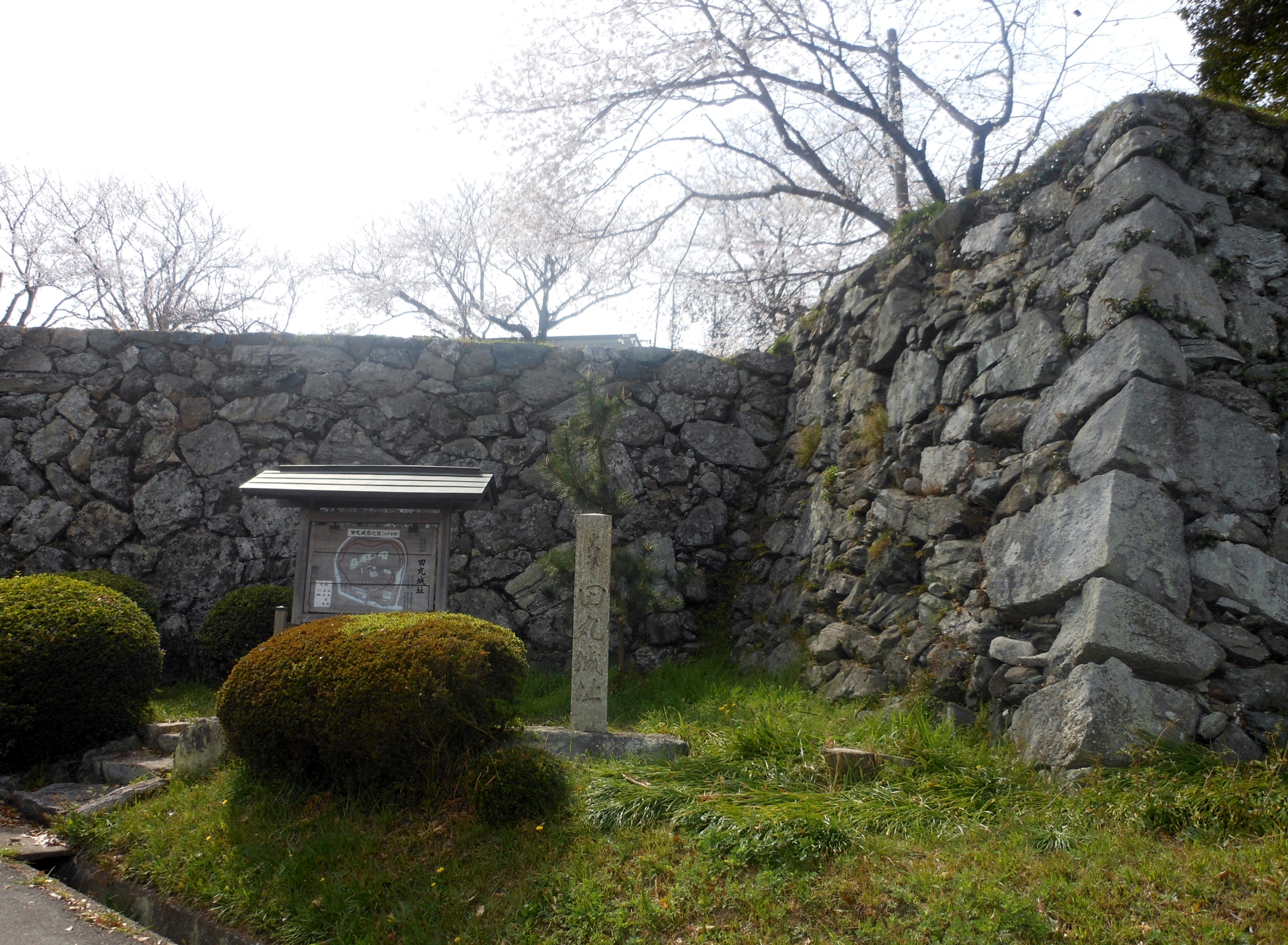
田丸城・石垣
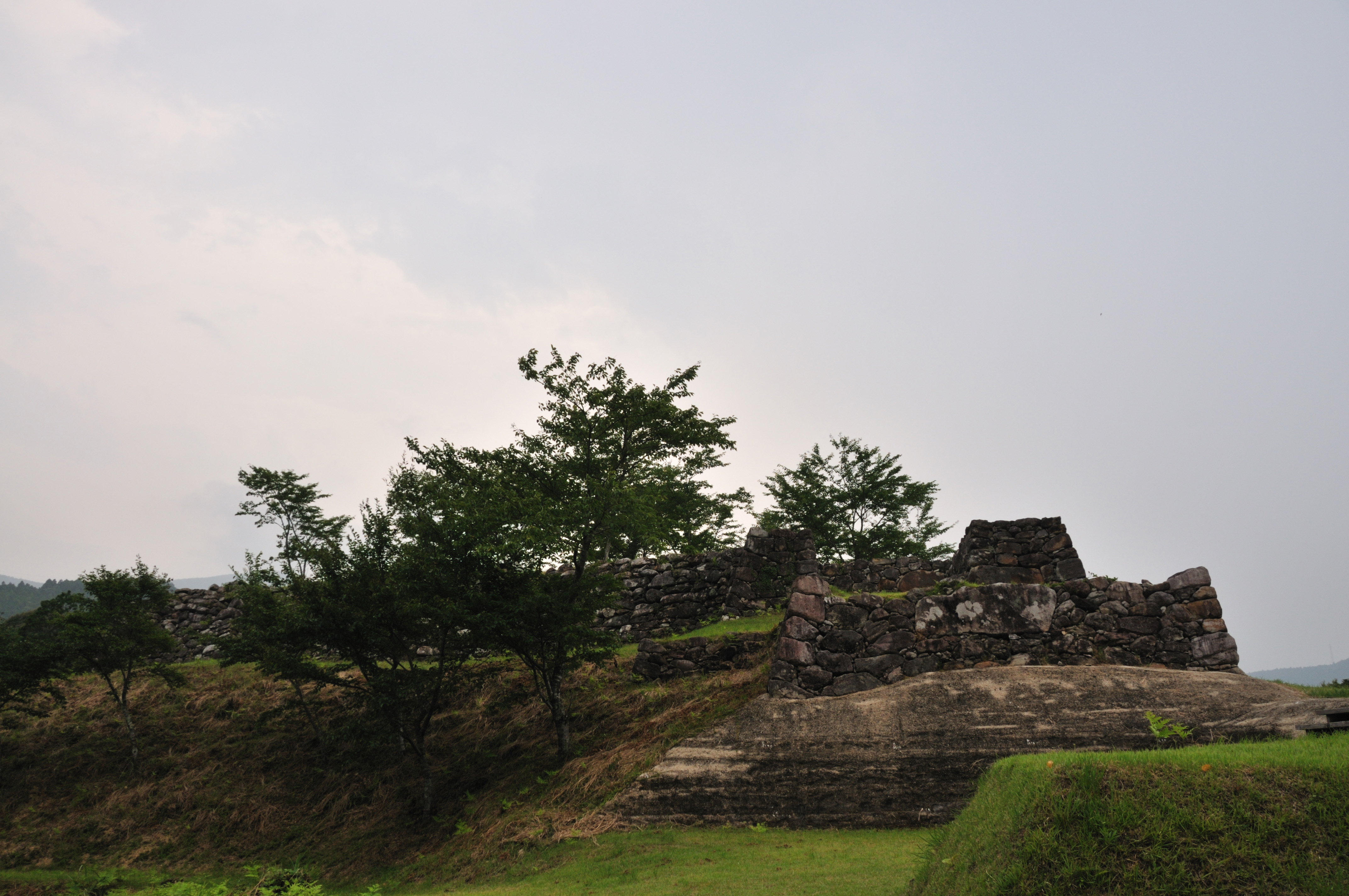
赤木城・石垣

## 近畿地方（156番 - 167番）
| No. | 城名             | 所在地   | 所在地     | スタンプ設置場所                                                               | 備考                  |
| --- | ---------------- | -------- | ---------- | ------------------------------------------------------------------------------ | --------------------- |
| 156 | 鎌刃城           | 滋賀県   | 米原市     | Cafe&Gallery「源右衛門」案内パンフレットボックス                               | 国指定史跡            |
| 157 | 八幡山城         | 滋賀県   | 近江八幡市 | 近江鉄道八幡山ロープウェイ山上駅                                               | 史跡未指定            |
| 158 | 福知山城         | 京都府   | 福知山市   | 福知山市郷土資料館（福知山城）入口受付                                         | 市指定史跡            |
| 159 | 芥川山城         | 大阪府   | 高槻市     | 高槻市立しろあと歴史館、JR高槻駅観光案内所                                     | 国指定史跡            |
| 160 | 飯盛城           | 大阪府   | 大東市     | 1.大東市立歴史民俗資料館 2.四條畷市立歴史民俗資料館 3.大東市立野外活動センター | 国指定史跡            |
| 161 | 岸和田城         | 大阪府   | 岸和田市   | 岸和田城天守閣受付                                                             | 府指定史跡 国指定名勝 |
| 162 | 出石城・有子山城 | 兵庫県   | 豊岡市     | いずし観光センター                                                             | 国指定史跡            |
| 163 | 黒井城           | 兵庫県   | 丹波市     | 春日住民センター                                                               | 国指定史跡            |
| 164 | 洲本城           | 兵庫県   | 洲本市     | 洲本市立淡路文化史料館                                                         | 国指定史跡            |
| 165 | 大和郡山城       | 奈良県   | 大和郡山市 | 柳沢文庫                                                                       | 国指定史跡            |
| 166 | 宇陀松山城       | 奈良県   | 宇陀市     | まちづくりセンター「千軒舎」                                                   | 国指定史跡            |
| 167 | 新宮城           | 和歌山県 | 新宮市     | 新宮市立歴史民俗資料館                                                         | 国指定史跡            |

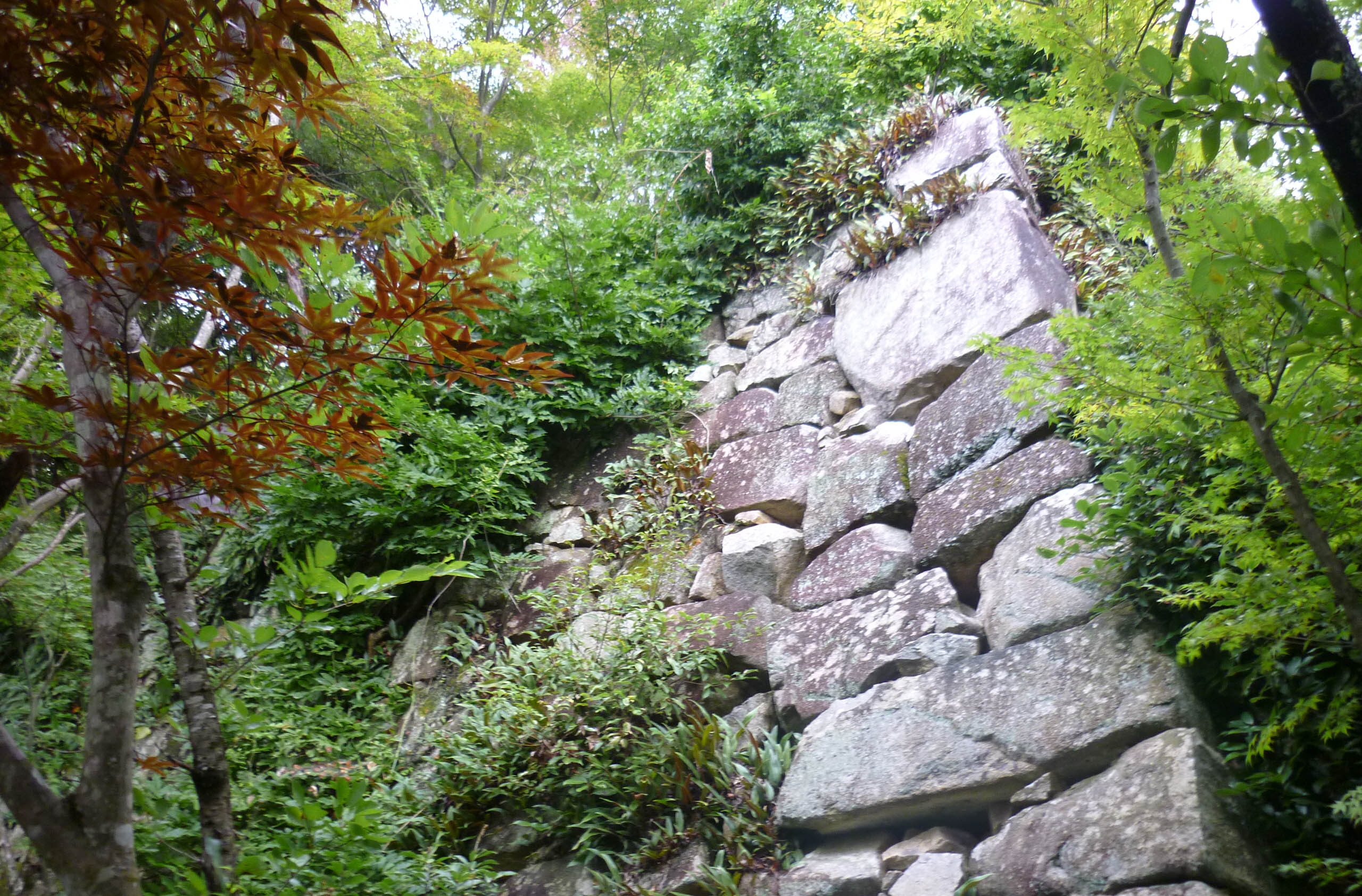
八幡山城
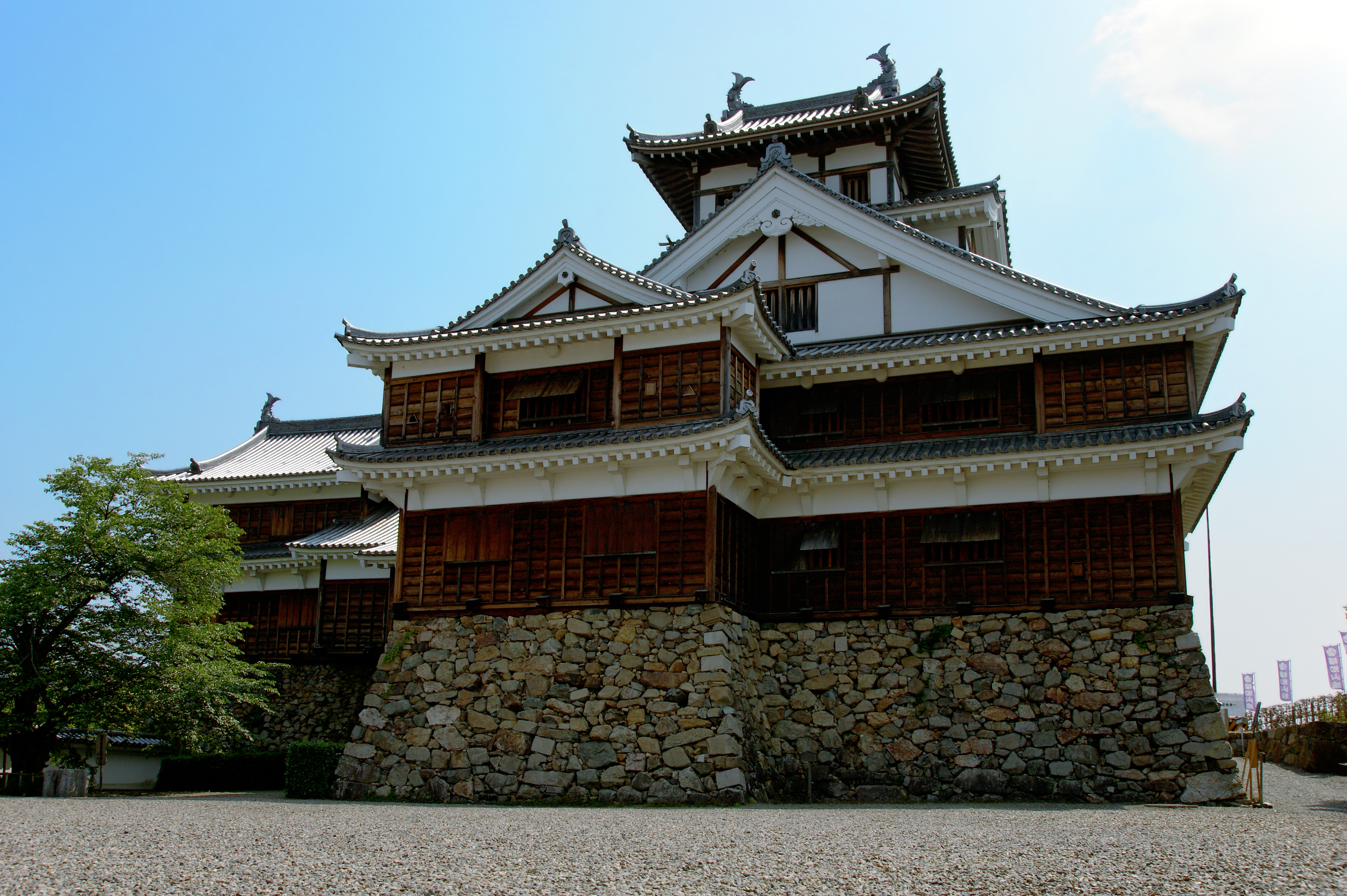
福知山城
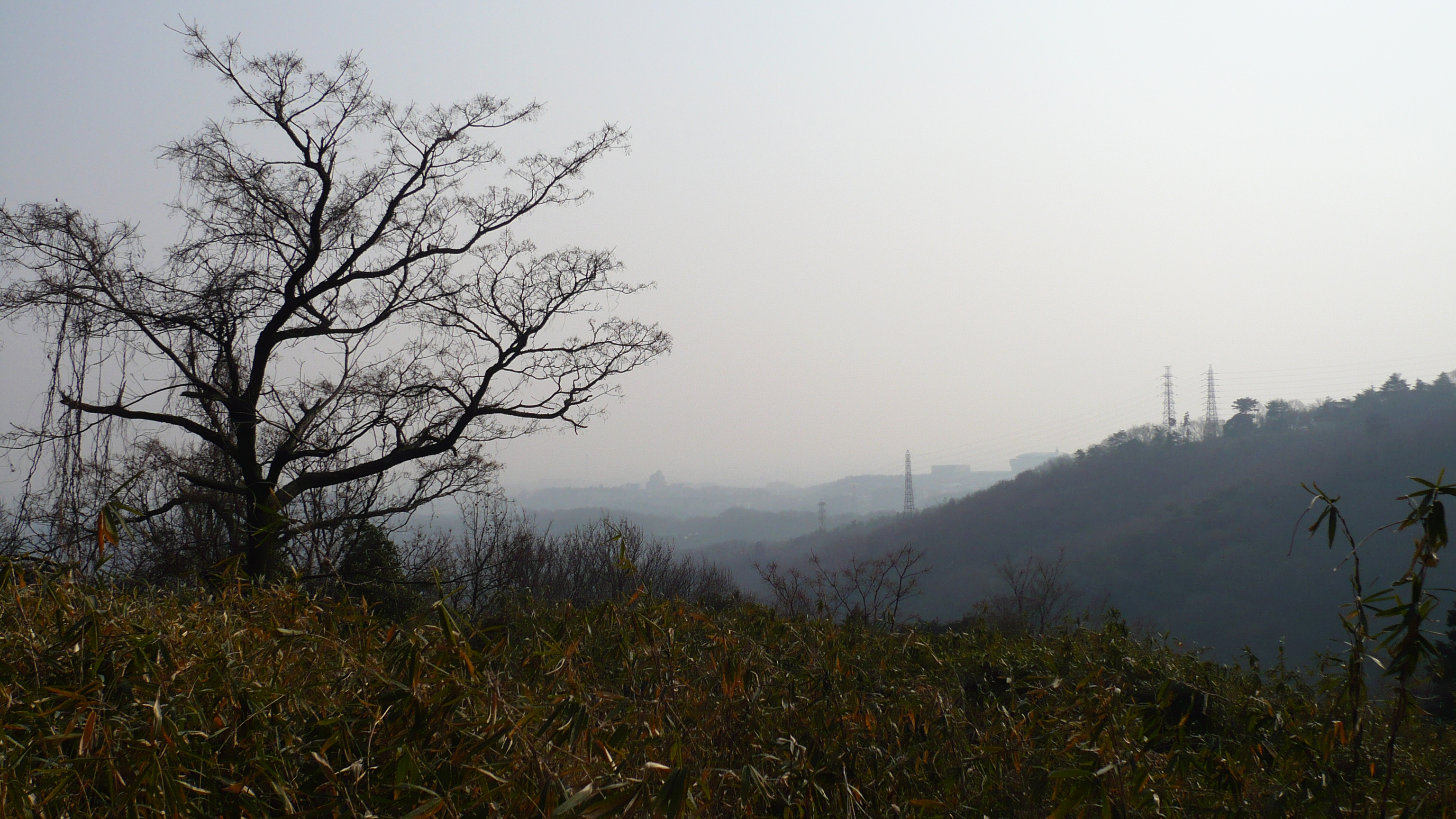
芥川山城
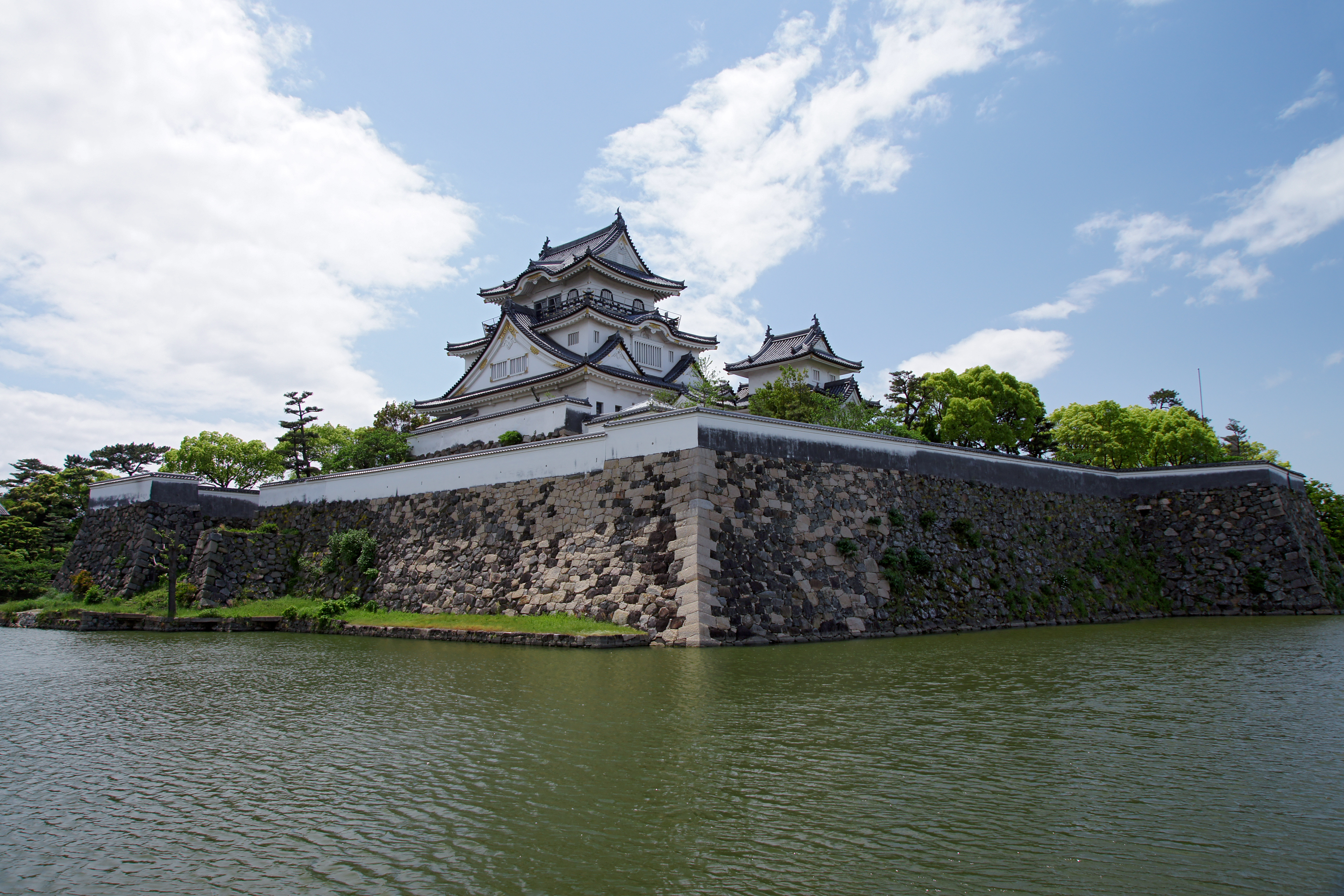
岸和田城
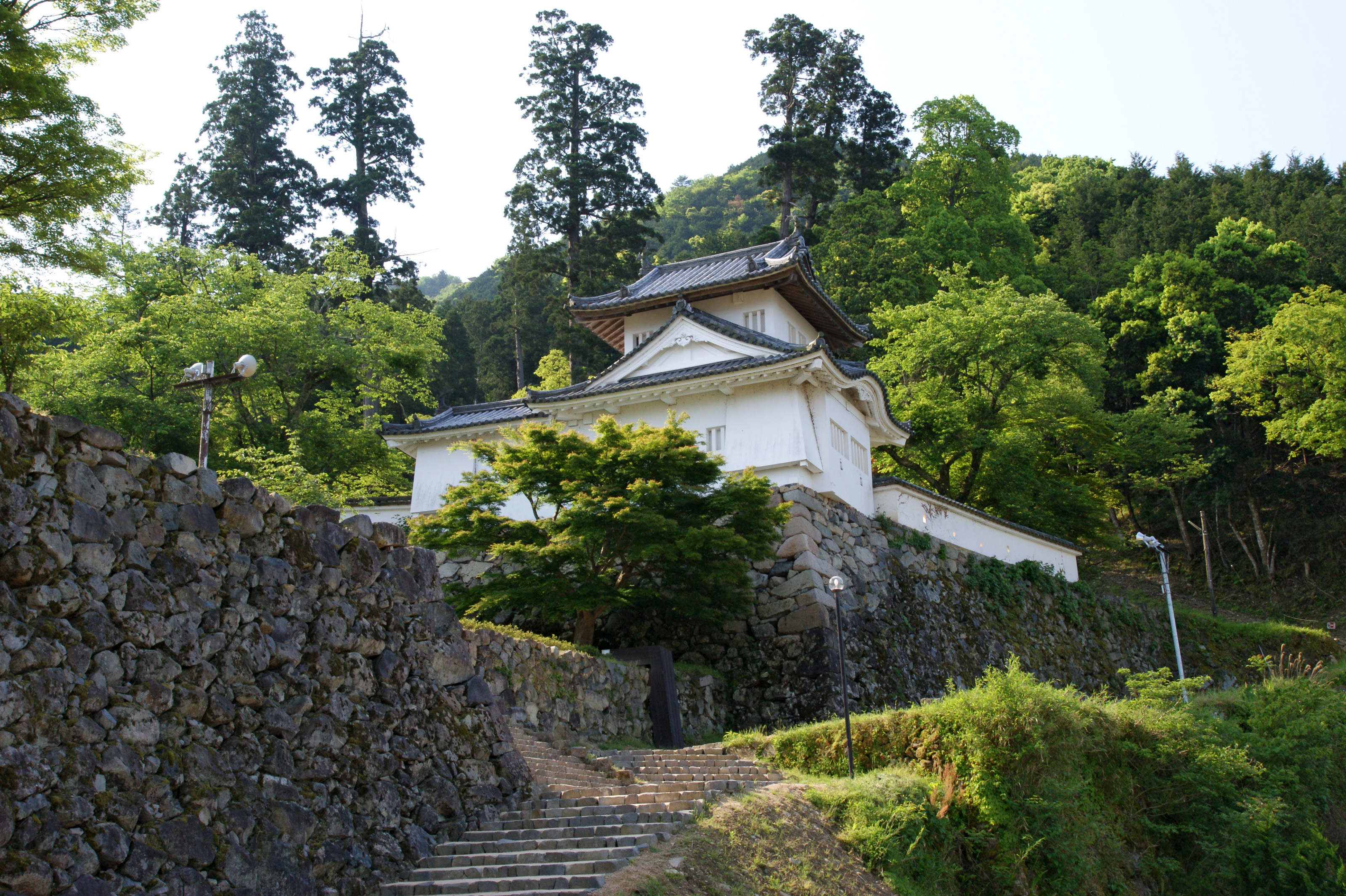
出石城
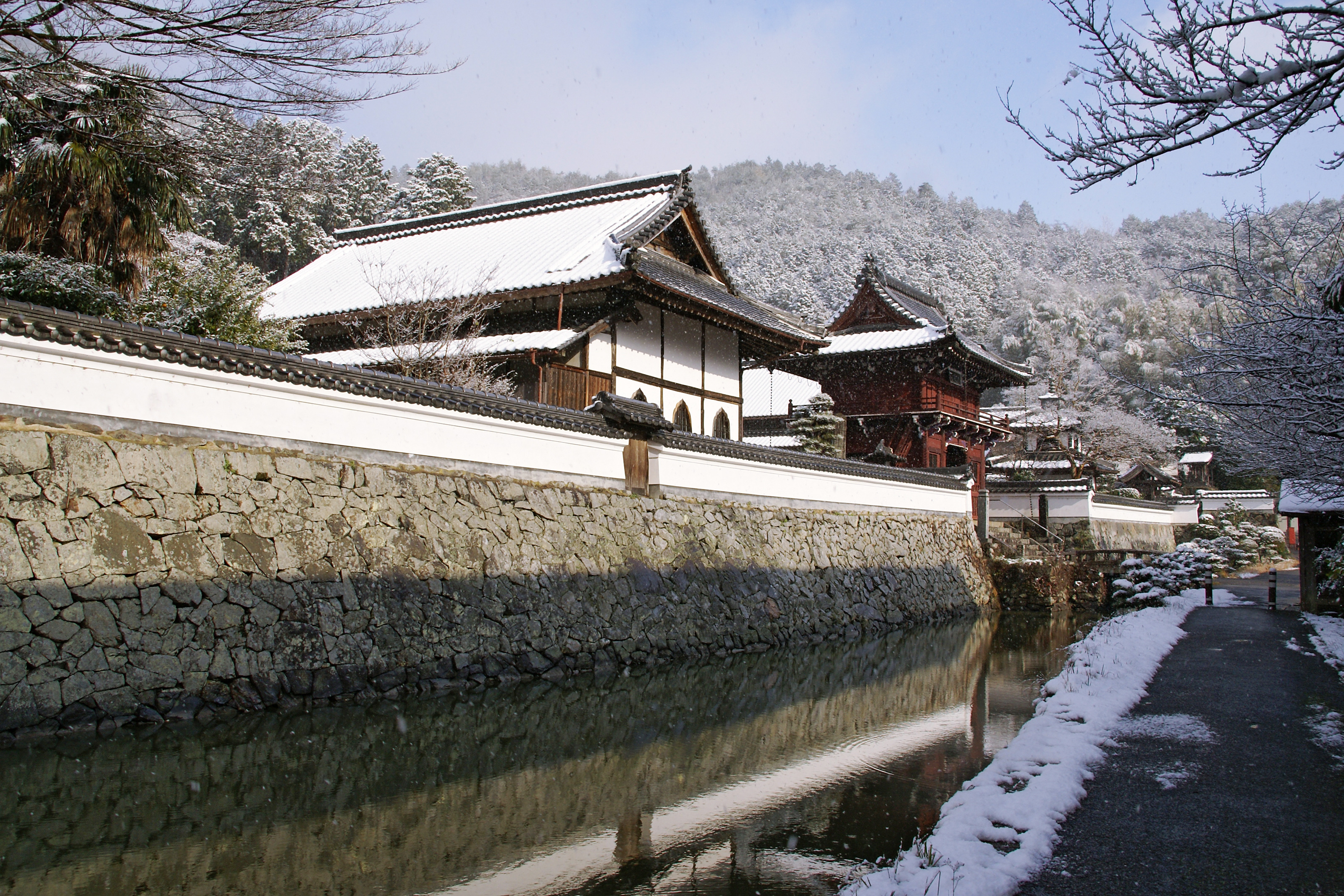
黒井城
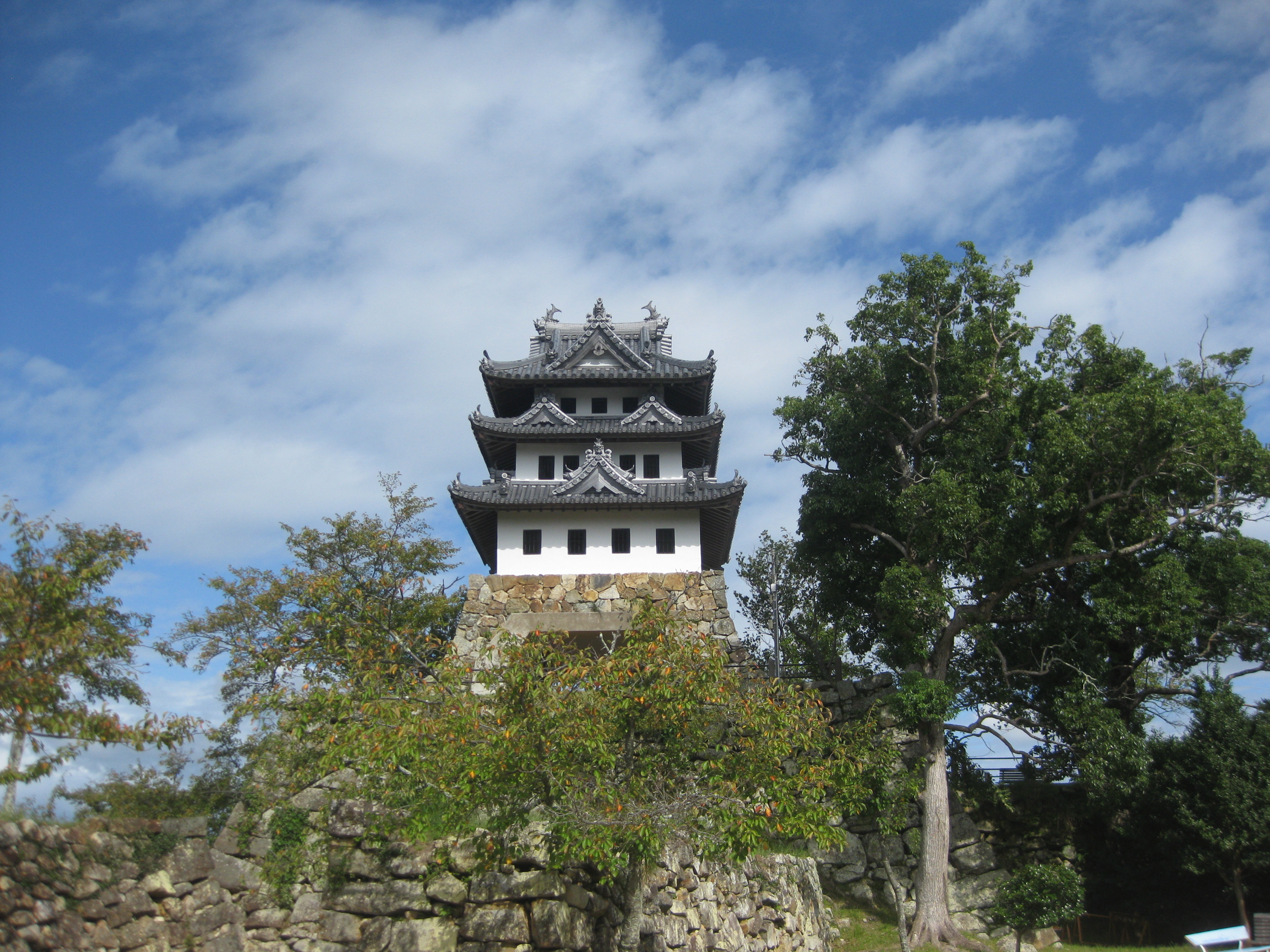
洲本城
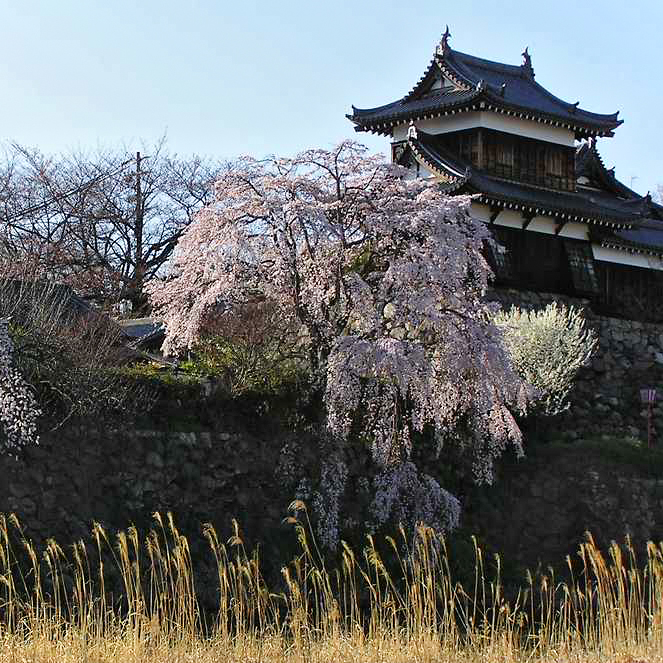
大和郡山城
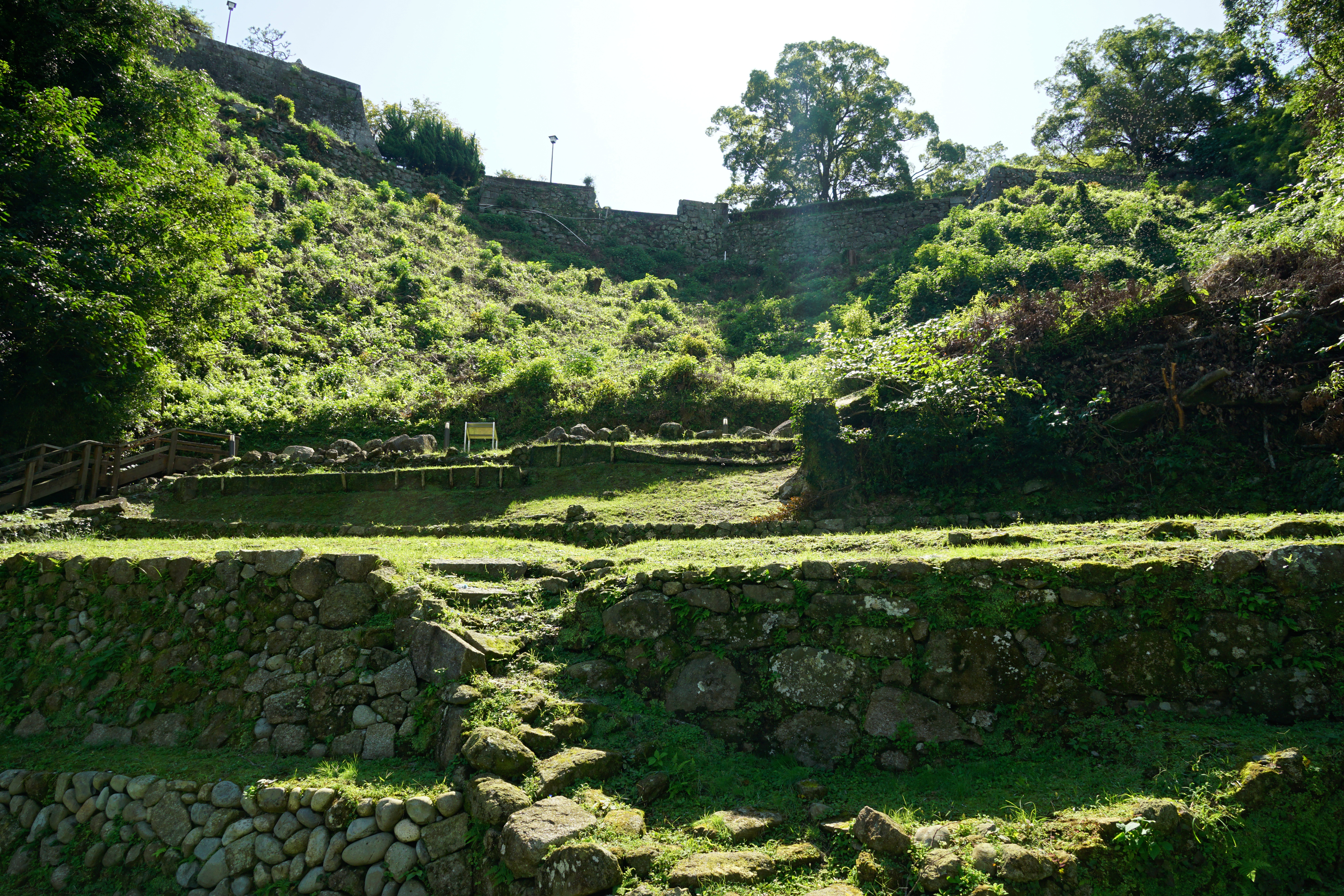
新宮城

## 中国・四国地方（168番 - 180番）
| No. | 城名             | 所在地 | 所在地 | スタンプ設置場所                              | 備考       |
| --- | ---------------- | ------ | ------ | --------------------------------------------- | ---------- |
| 168 | 若桜鬼ヶ城       | 鳥取県 | 若桜町 | 二の丸内の作業小屋前 若桜郷土文化の里（冬期） | 国指定史跡 |
| 169 | 米子城           | 鳥取県 | 米子市 | 米子市立山陰歴史館                            | 国指定史跡 |
| 170 | 浜田城           | 島根県 | 浜田市 | 浜田護国神社社務所                            | 県指定史跡 |
| 171 | 備中高松城       | 岡山県 | 岡山市 | 高松城址公園資料館                            | 国指定史跡 |
| 172 | 三原城           | 広島県 | 三原市 | （一社）三原観光協会 みはら歴史館（期間限定） | 国指定史跡 |
| 173 | 新高山城         | 広島県 | 三原市 | 本郷生涯学習センター                          | 国指定史跡 |
| 174 | 大内氏館・高嶺城 | 山口県 | 山口市 | 山口市歴史民俗資料館                          | 国指定史跡 |

| No. | 城名     | 所在地 | 所在地     | スタンプ設置場所                                                                         | 備考       |
| --- | -------- | ------ | ---------- | ---------------------------------------------------------------------------------------- | ---------- |
| 175 | 勝瑞城   | 徳島県 | 藍住町     | 勝瑞発掘現場事務所 武田石油（土日のみ）                                                  | 国指定史跡 |
| 176 | 一宮城   | 徳島県 | 徳島市     | 一宮城跡登山口説明板横                                                                   | 県指定史跡 |
| 177 | 引田城   | 香川県 | 東かがわ市 | 讃州井筒屋敷                                                                             | 市指定史跡 |
| 178 | 能島城   | 愛媛県 | 今治市     | 今治市村上水軍博物館                                                                     | 国指定史跡 |
| 179 | 河後森城 | 愛媛県 | 松野町     | 河後森城跡西第十曲輪馬屋                                                                 | 国指定史跡 |
| 180 | 岡豊城   | 高知県 | 南国市     | 1.岡豊城詰の櫓内（平成31年度2月末まで） 2.高知県立歴史民俗資料館二階総合案内（期限なし） | 国指定史跡 |

## 九州・沖縄地方（181番 - 200番）
| 八代市民俗伝統芸能伝承館 |

| くすまちメルサンホール |

| No. | 城名     | 所在地 | 所在地   | スタンプ設置場所                  | 備考                |
| --- | -------- | ------ | -------- | --------------------------------- | ------------------- |
| 199 | 座喜味城 | 沖縄県 | 読谷村   | 座喜味城跡 ユンタンザミュージアム | 世界遺産国指定史跡  |
| 200 | 勝連城   | 沖縄県 | うるま市 | 勝連城跡休憩所                    | 世界遺産 国指定史跡 |